# Graveson
Pour l’article homonyme, voir Graveson (ruisseau).
Graveson est une commune française, située dans le département des Bouches-du-Rhône en région Provence-Alpes-Côte d'Azur.

## Géographie
Graveson se trouve entre Tarascon (11 km au sud-ouest), Saint-Rémy-de-Provence (10 km au sud-est) et Avignon (12 km au nord). Proche d'Arles, de la Camargue, de la Montagnette et des Alpilles, ce village de Provence se trouve dans les plaines du Bas-Rhône.

### Relief et géologie
Le finage de la commune recouvre deux grands types de relief : le versant oriental de la Montagnette et la plaine dite de Graveson-Maillane. La Montagnette, dans son ensemble, culmine à 168 m d'altitude et tombe sur la plaine de Graveson par un versant raide parfois vertical. La plaine présente une pente très faible N-NE - S-SO de 20 m environ au nord et de 10 m au sud.
La Montagnette est un massif formé de calcaires et de calcaires marneux datés du crétacé inférieur et créé par des mouvements tectoniques à la fin de l'éocène sous la forme d'un horst-anticlinal dominant un synclinal où se trouve actuellement la dépression de Graveson. Puis au miocène se succèdent des transgressions marines, des aplanissements et de nouveaux soulèvements.
À partir du quaternaire (environ un million d'années) et jusqu'à présent, les fleuves alpins sont à l'origine d'un intense remblaiement alluvial dont émergent toujours les crêtes calcaires dont la Montagnette. Le Rhône s'écoule alors à l'est de la Montagnette dans la dépression de Graveson-Maillane, il est rejoint par la Durance qui abandonne son tracé sud à travers les Alpilles pour un tracé ouest. La dépression de Graveson est donc comblée par des galets et sables rhodaniens et duranciens. Lors de la transgression flandrienne, il y a environ 10 000 ans, le Rhône s'est ennoyé dans ses alluvions et à la faveur de l'existence d'un passage entre la Montagnette et les collines des Angles dû au rejeu d'une faille, il se détourne vers l'ouest de la Montagnette. La phase finale du comblement de la plaine est représentée par des tourbes ce qui signifie qu'une fois abandonnée par les fleuves la plaine est devenue une zone de marécages. Enfin, des dépôts fluviatiles modernes sont déposés par les émissaires principaux de la dépression qui drainent les eaux vers les marais d'Arles.

### Hydrogéologie
La grande épaisseur des dépôts fluviatiles et leur perméabilité permettent la circulation d'importantes nappes phréatiques. La nappe dite de Châteaurenard s'écoule en partie vers le sud dans le couloir de Graveson-Maillane, sa surface piézométrique est très proche du sol.

### Hydrographie
Le réseau actuel est dans sa totalité un réseau de drainage alimenté par des sources de débordement appelées "laurons" quand la nappe affleure à la surface du sol. Ce réseau a été aménagé au fil du temps, il est à présent soigneusement entretenu et régulé par le syndicat des vidanges.

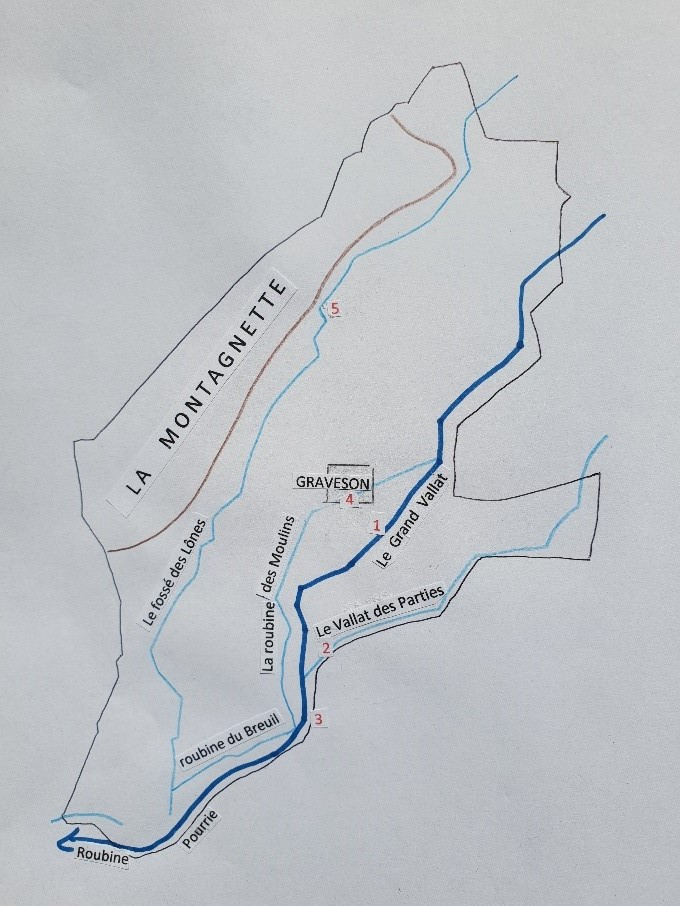
Roubines et fossés de Graveson.

Le drain principal, le Grand Vallat, prend naissance avec les sources du nord- est de la commune, notamment celles du mas de Lafont et du mas de Manzon et s'écoule vers le sud-ouest selon la pente générale de la plaine. Il reçoit le Vallat des Parties et à ce moment-là prend le nom de Roubine Pourrie dite aussi "la Pourrie". La Roubine des Moulins est totalement artificielle, elle prend ses eaux dans le Grand Vallat à l'est du village qu'elle traverse pour ensuite suivre un tracé nord-sud et se jeter dans la Roubine Pourrie. La Roubine du Breuil n'est plus fonctionnelle. Le dernier drain est celui du Fossé des Lônes, en partie artificiel, qui draine la partie occidentale de la plaine et reçoit les eaux des gaudres  (petits ruisseaux) qui descendent de la Montagnette.
La commune de Graveson a de tout temps subi des inondations plus ou moins catastrophiques lors des crues de la Durance. Les anciens se souviennent encore d'un cours d'eau coulant au sud du village ce qui accrédite l'idée que le Grand Vallat a été un bras de la Durance. Dans l'état actuel des connaissances rien n'est sûr, sauf que les débordements de la Durance peuvent atteindre le village. En 1955 commence l'aménagement de la Durance. Tous les ouvrages prévus sont construits ce qui est une protection contre les crues. Cependant, la commune n'est pas à l'abri d'une rupture de barrage en cas de crue exceptionnelle. En 2016, un rapport demandé par la direction départementale des Territoires et de la Mer a établi une carte de zonage des terroirs en fonction des aléas liés aux inondations. De nombreuses zones sont désormais interdites à la construction.

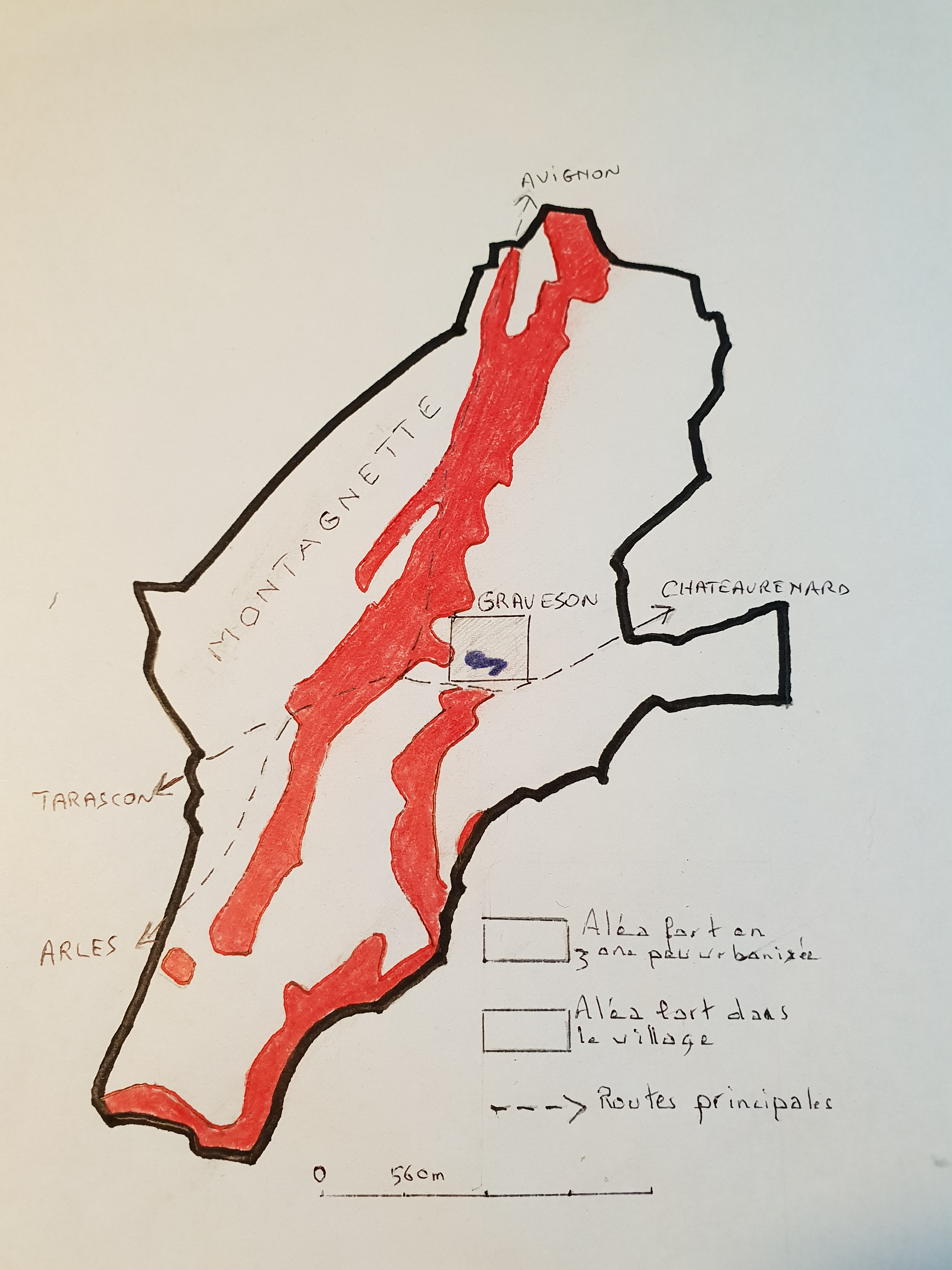
Croquis des zones à risque d'inondations.

En rouge et en bleu foncé, aléa fort du fait des hauteurs de submersion ou des vitesses d'écoulement. En zone peu urbanisée, le principe est d'interdire toute nouvelle construction et de veiller à ne pas augmenter la population soumise au risque. Dans le village, le principe est de veiller à intégrer des mesures de réduction de la vulnérabilité des biens et des personnes.
Ceci est la dernière étape de l'aménagement du territoire, la première ayant été l'assainissement de la plaine marécageuse, une longue histoire.

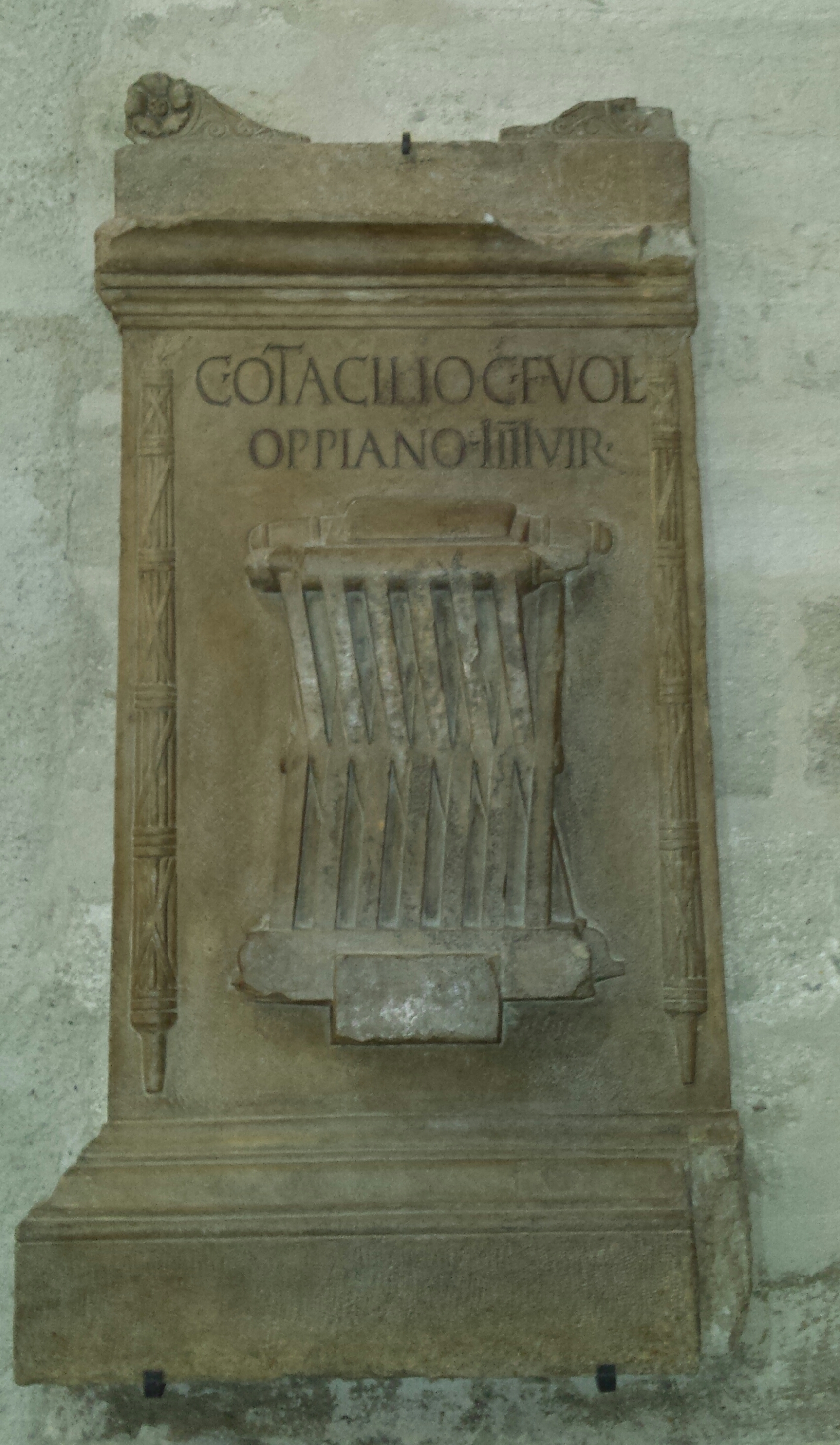

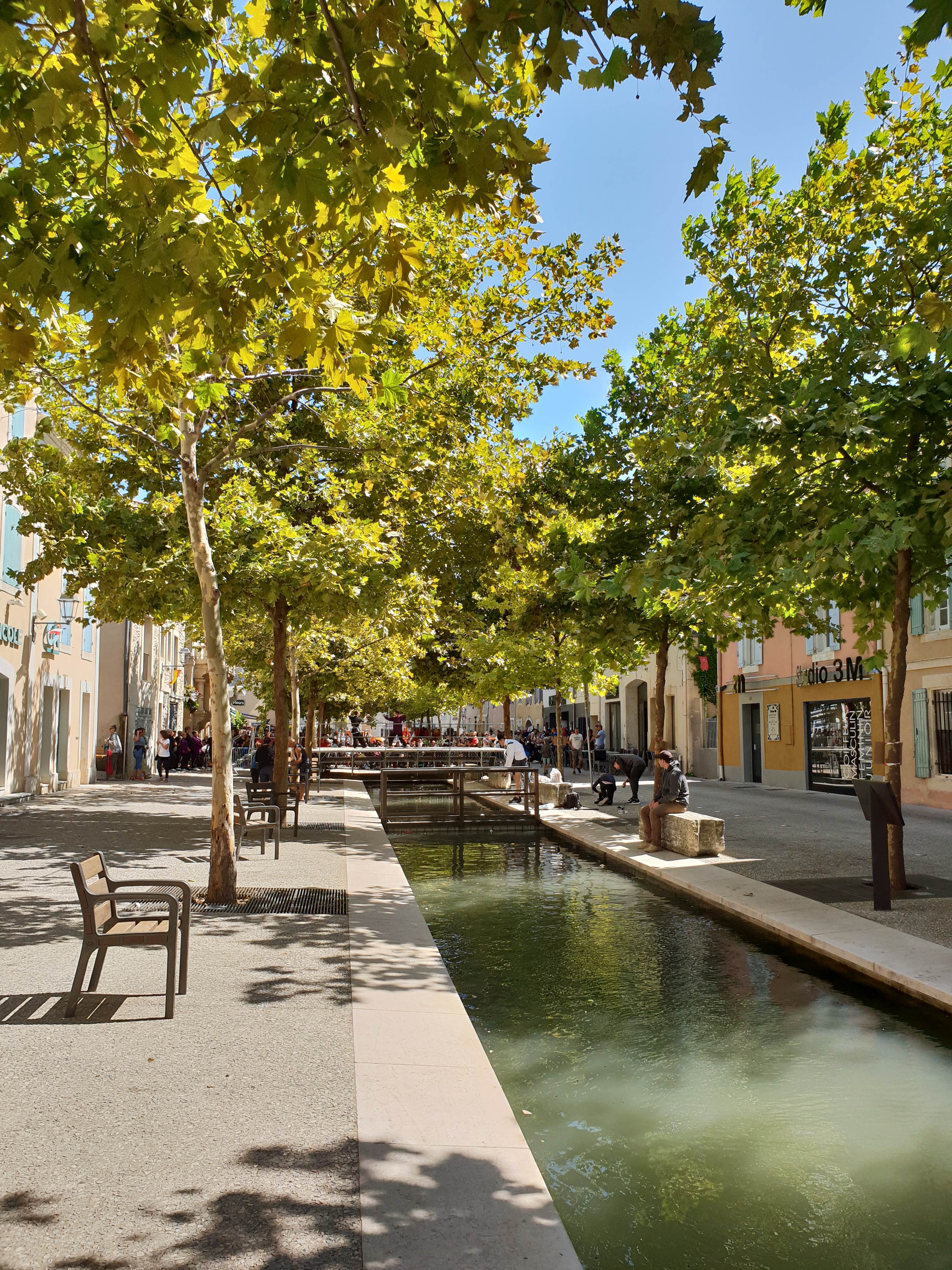
La Roubine des Moulins sur le cours National.

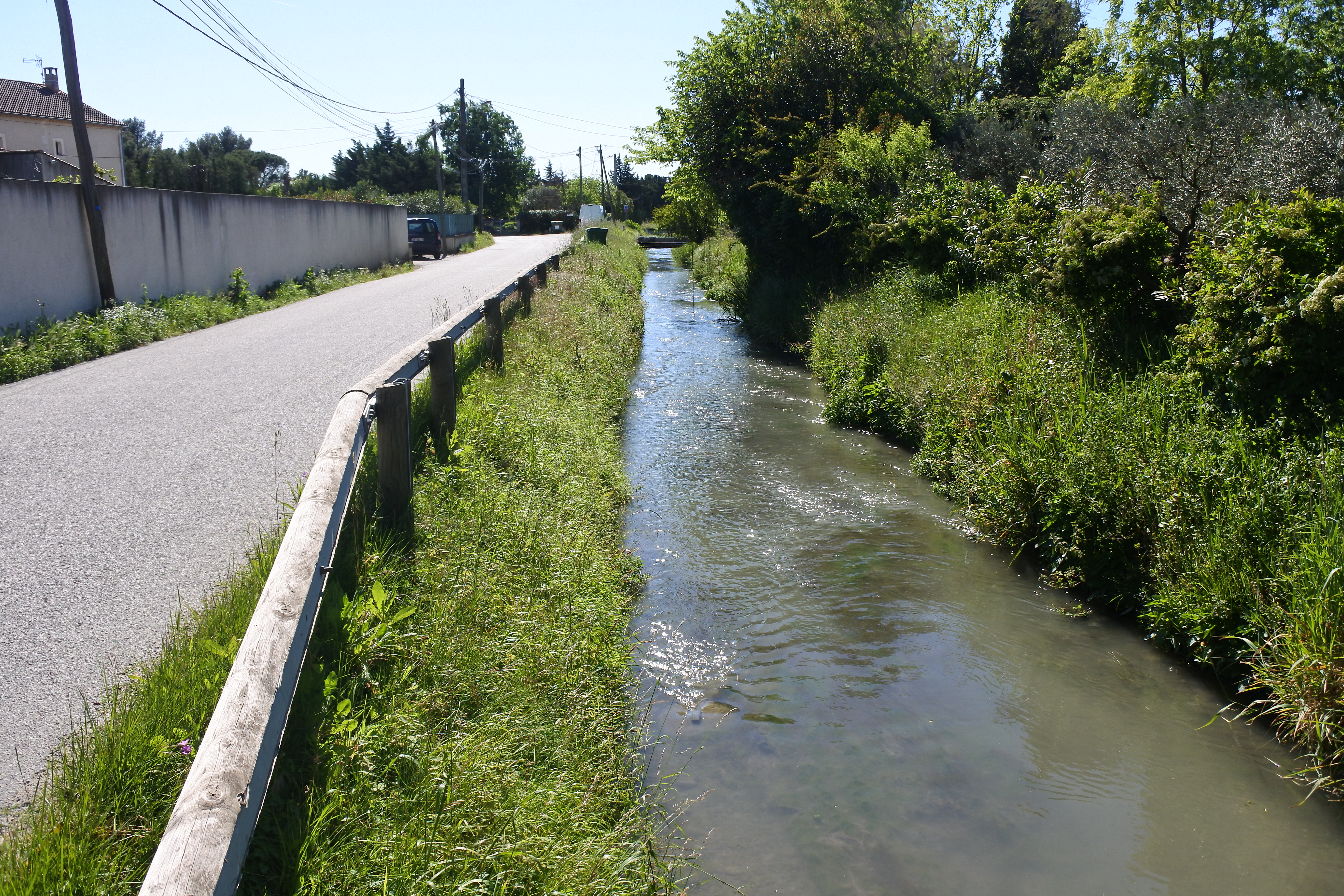
Le Grand Vallat au sud du village, le long du chemin de l'Aubarède.

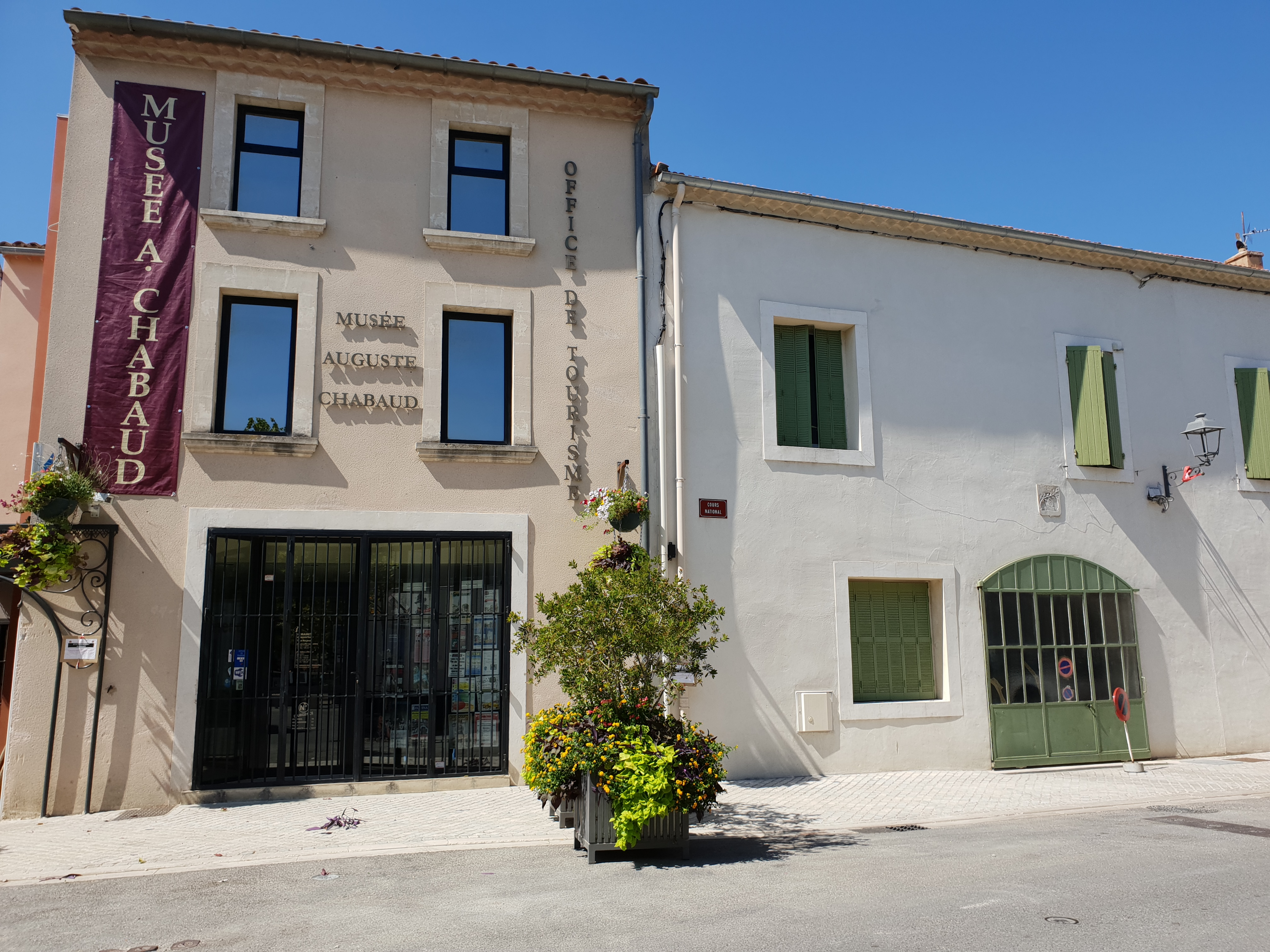
L'ancien moulin à farine et l'ancien moulin à huile.

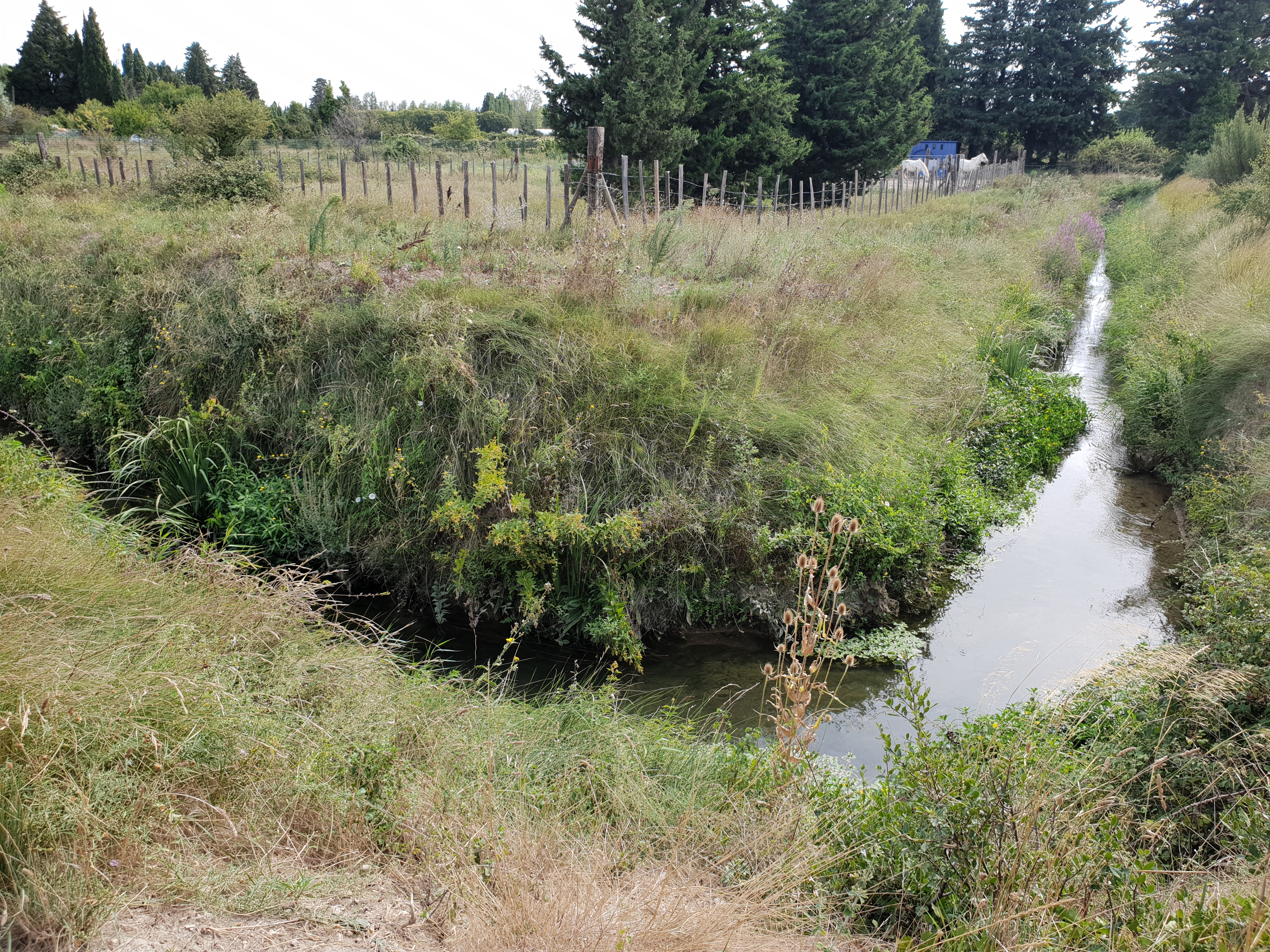
Le fossé des Lônes.

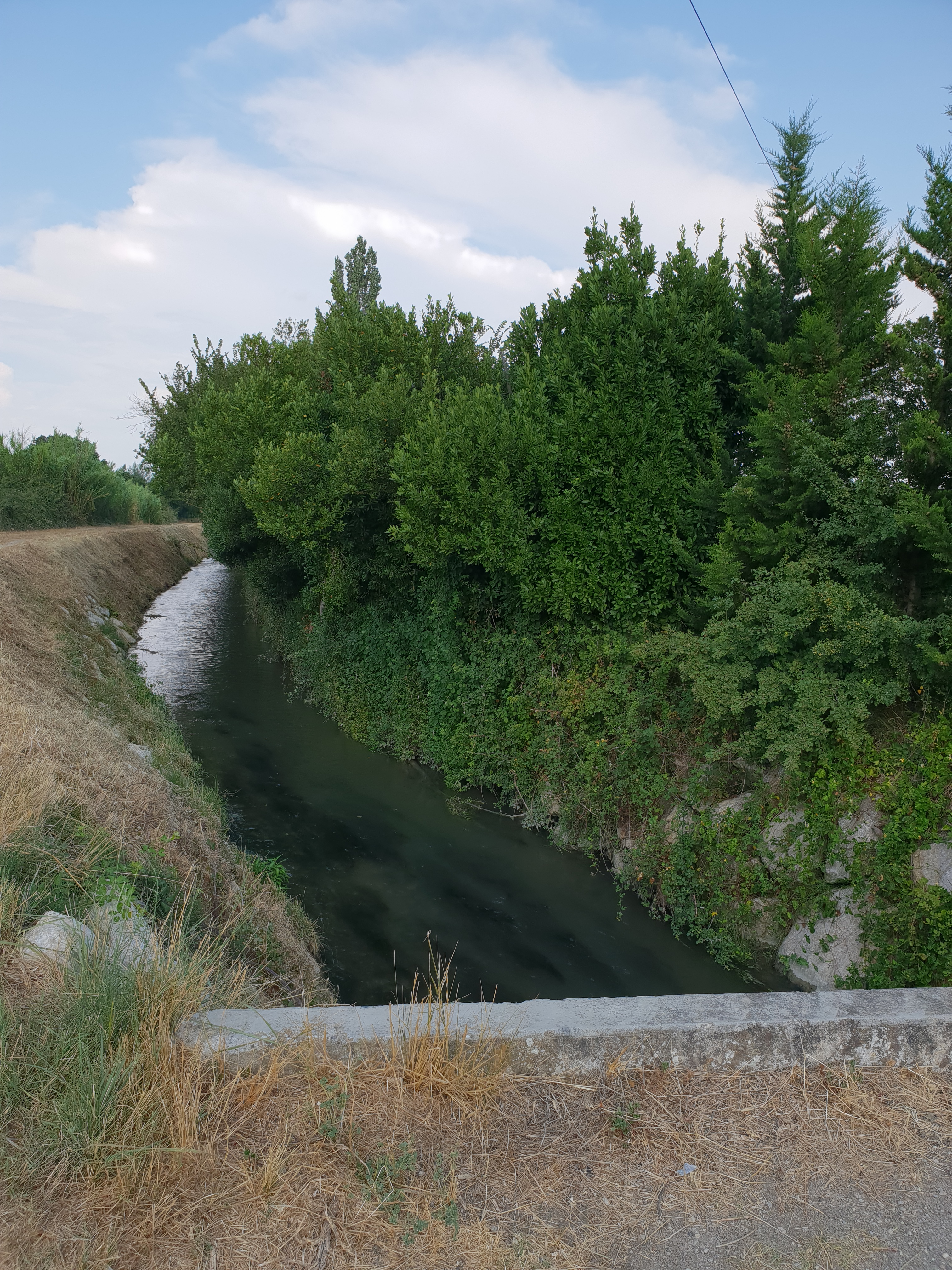
La Roubine Pourrie, chemin de la Musique.

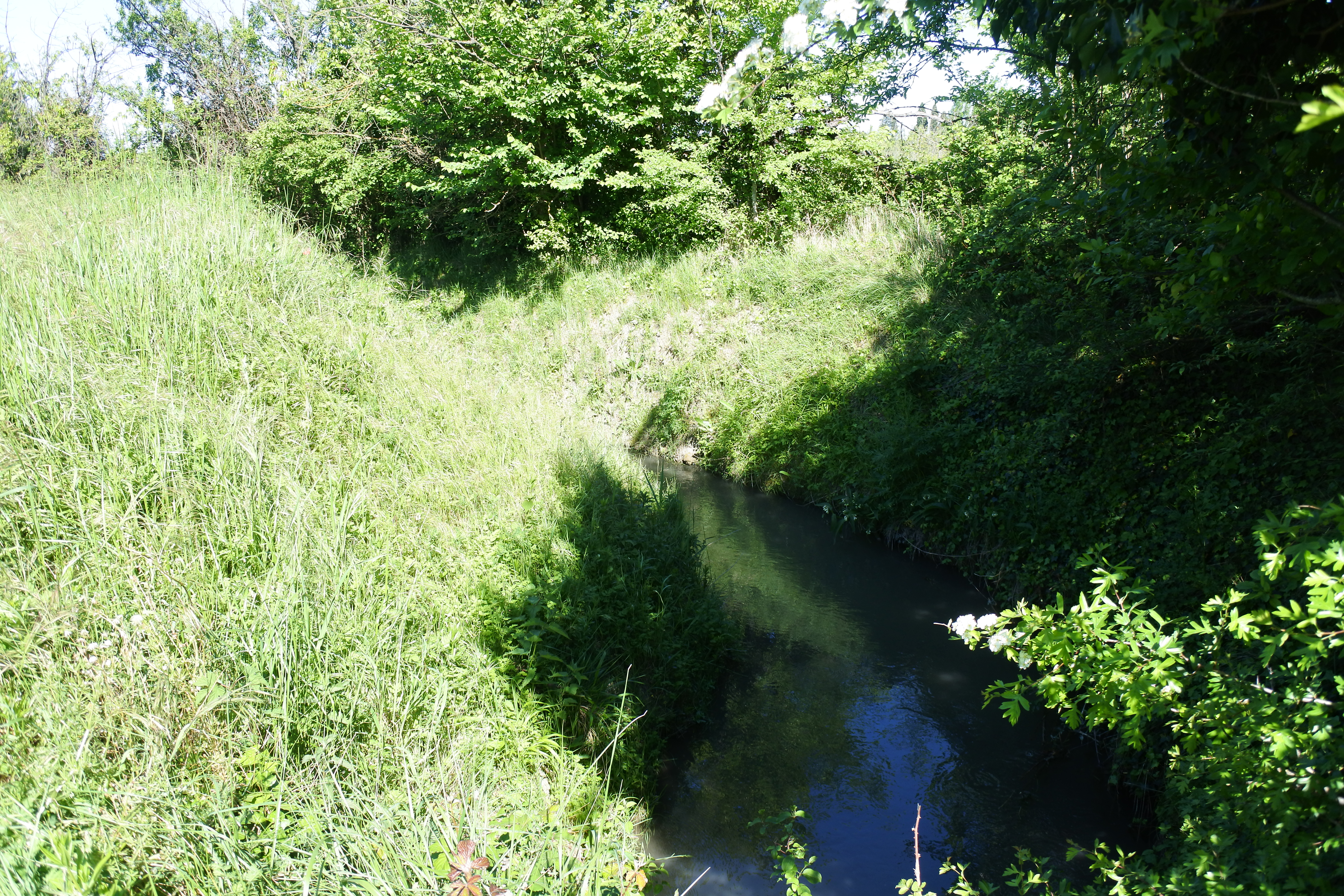
Le Vallat des Parties, limite entre Graveson et Maillane.

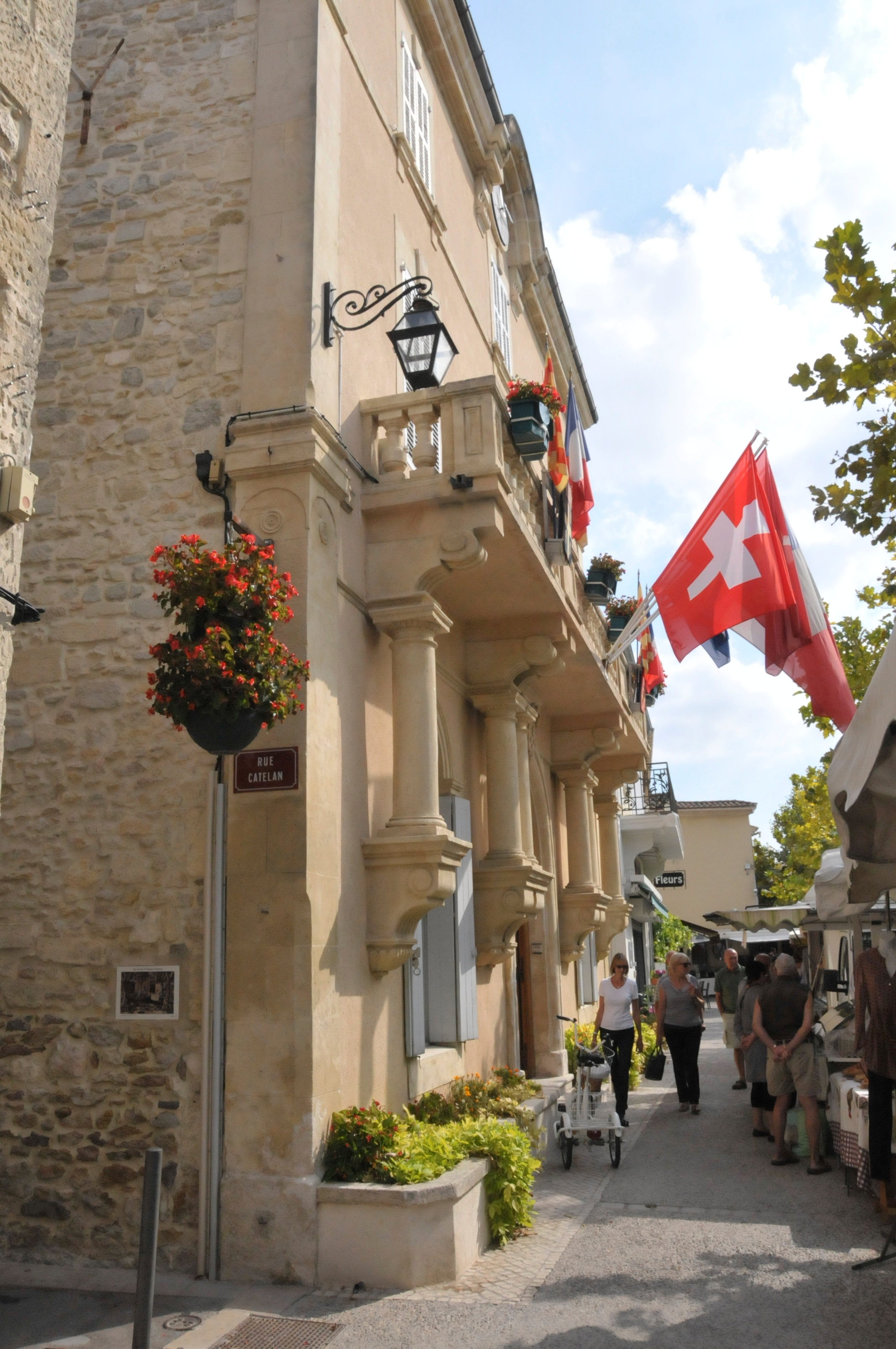
La mairie de Graveson.

C'est avec la conquête romaine qu'il commence. Les habitants quittent les hauteurs et s'établissent en plaine sur de petites buttes alluviales tandis que de grandes unités d'exploitation -les villae- se partagent le terroir. Dès lors, les Romains organisent le système hydraulique en creusant roubines et fossés et la plaine est ainsi mise en valeur. Tous ces aménagements sont abandonnés pendant le Haut Moyen Âge en raison des longs siècles de troubles que connait la région. Ils sont repris par les moines de l'abbaye de Montmajour à partir du XIe siècle. On ne dispose d'aucun document permettant de connaître la nature exacte de leurs travaux. Ce qui est le plus probable c'est la remise en état du système du Grand Vallat et de celui du ruisseau des Lônes dont les eaux remplissaient les fossés qui couraient le long des remparts du village. Au début du XVe siècle les Gravesonnais font dériver une partie des eaux du Grand Vallat au sud du village pour l'irrigation des jardins et le fonctionnement de deux moulins construits à l'extérieur des remparts, c'est la Roubine des Moulins qui continuait son tracé vers l'ouest pour rejoindre le fossé des Lônes. En 1477, le seigneur du Breuil obtient l'autorisation de dériver ses eaux vers son domaine en creusant un fossé de plusieurs kilomètres et qui garde le nom de Roubine des Moulins. Le fossé des Lônes est lui aussi dérivé vers le domaine du Breuil. On peut voir encore les bâtiments qui abritaient les deux moulins de Graveson, le musée d'Auguste Chabaud était le moulin à blé, le garage était le moulin à huile.

### Climat
Pour des articles plus généraux, voir Climat de Provence-Alpes-Côte d'Azur et Climat des Bouches-du-Rhône.
En 2010, le climat de la commune est de type climat méditerranéen franc, selon une étude du Centre national de la recherche scientifique s'appuyant sur une série de données couvrant la période 1971-2000. En 2020, Météo-France publie une typologie des climats de la France métropolitaine dans laquelle la commune est exposée à un climat méditerranéen et est dans la région climatique  Provence, Languedoc-Roussillon, caractérisée par une pluviométrie faible en été, un très bon ensoleillement (2 600 h/an), un été chaud (21,5 °C), un air très sec en été, sec en toutes saisons, des vents forts (fréquence de 40 à 50 % de vents > 5 m/s) et peu de brouillards.
Pour la période 1971-2000, la température annuelle moyenne est de 14,1 °C, avec une amplitude thermique annuelle de 17,6 °C. Le cumul annuel moyen de précipitations est de 647 mm, avec 5,7 jours de précipitations en janvier et 2,4 jours en juillet. Pour la période 1991-2020, la température moyenne annuelle observée sur la station météorologique de Météo-France la plus proche, « Eyragues », sur la commune d'Eyragues à 6 km à vol d'oiseau, est de 15,2 °C et le cumul annuel moyen de précipitations est de 631,8 mm. 
La température maximale relevée sur cette station est de 42,2 °C, atteinte le 28 juin 2019 ; la température minimale est de −9,9 °C, atteinte le 2 mars 2005,,.
Les paramètres climatiques de la commune ont été estimés pour le milieu du siècle (2041-2070) selon différents scénarios d'émission de gaz à effet de serre à partir des nouvelles projections climatiques de référence DRIAS-2020. Ils sont consultables sur un site dédié publié par Météo-France en novembre 2022.

## Urbanisme

### Typologie
Au 1er janvier 2024, Graveson est catégorisée petite ville, selon la nouvelle grille communale de densité à 7 niveaux définie par l'Insee en 2022.
Elle appartient à l'unité urbaine d'Avignon, une agglomération inter-régionale dont elle est une commune de la banlieue,. Par ailleurs la commune fait partie de l'aire d'attraction d'Avignon, dont elle est une commune de la couronne,. Cette aire, qui regroupe 48 communes, est catégorisée dans les aires de 200 000 à moins de 700 000 habitants,.

### Occupation des sols
L'occupation des sols de la commune, telle qu'elle ressort de la base de données européenne d’occupation biophysique des sols Corine Land Cover (CLC), est marquée par l'importance des territoires agricoles (72,7 % en 2018), en diminution par rapport à 1990 (78,5 %). La répartition détaillée en 2018 est la suivante :
zones agricoles hétérogènes (31,1 %), cultures permanentes (30,6 %), milieux à végétation arbustive et/ou herbacée (12,9 %), zones urbanisées (10,1 %), terres arables (9,2 %), forêts (4,4 %), prairies (1,8 %). L'évolution de l’occupation des sols de la commune et de ses infrastructures peut être observée sur les différentes représentations cartographiques du territoire : la carte de Cassini (XVIIIe siècle), la carte d'état-major (1820-1866) et les cartes ou photos aériennes de l'IGN pour la période actuelle (1950 à aujourd'hui).

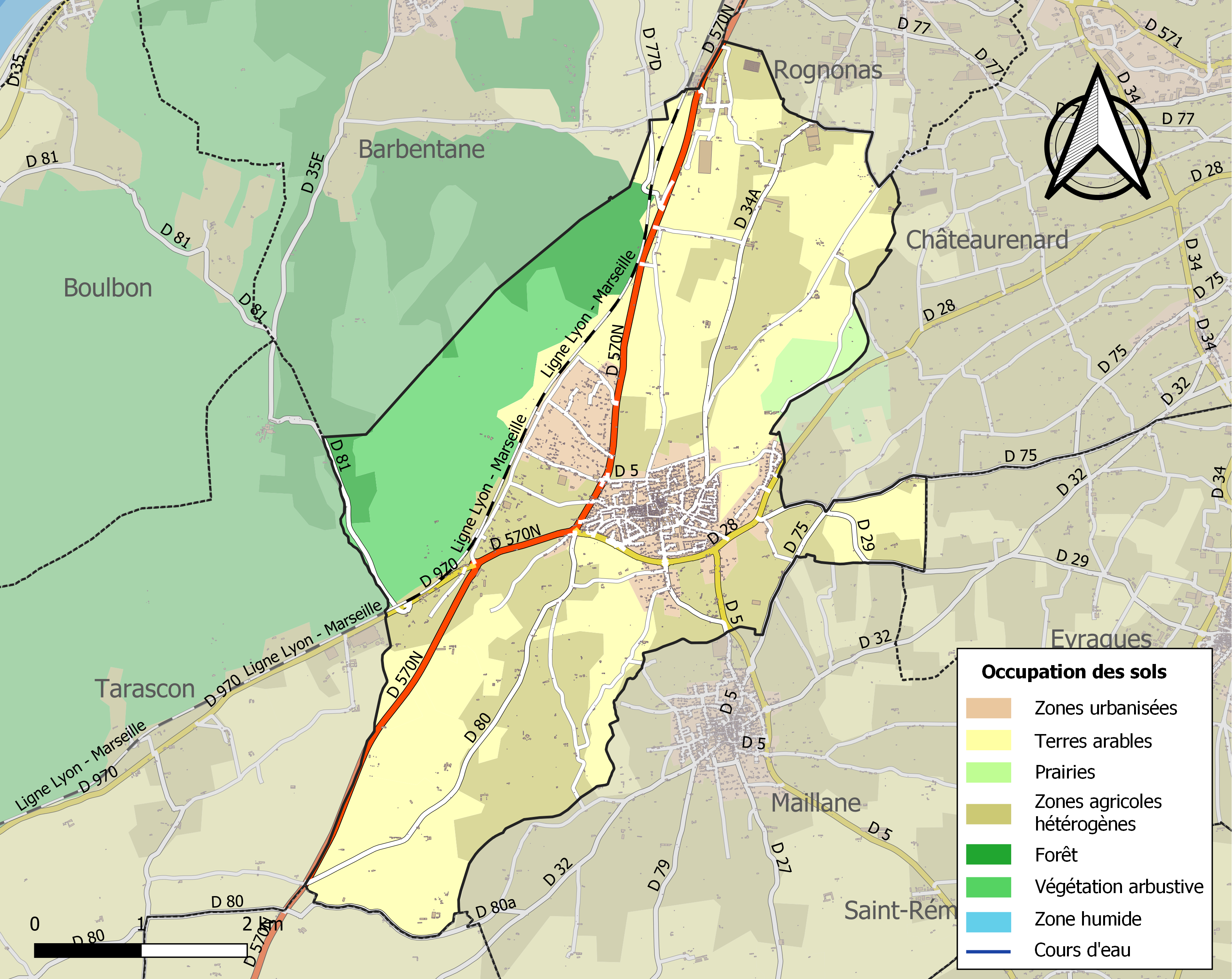
Carte des infrastructures et de l'occupation des sols de la commune en 2018 (CLC).

## Histoire

### Époque protohistorique[19]
Des fouilles, réalisées dans les années 1960 et plus récemment en 1998 et 1999, ont permis de savoir ce qu'était Graveson à cette époque.
Des indices (silex, poteries...) démontrent que le territoire qu'occupe actuellement la commune de Graveson a été habité dès la préhistoire mais c'est à partir de la protohistoire qu'est constaté un regroupement de populations sur la Montagnette. La plaine était alors marécageuse, parcourue par un ou plusieurs bras secondaires de la Durance et parsemée de quelques buttes alluviales.
À la fin de l'âge du bronze au VIIIe siècle av. J.-C., des hommes ont laissé quelques traces dans le secteur de la Roque au Nord-Est de la Montagnette.
Mais c'est au milieu du VIe siècle av. J.-C. (soit au cours du premier âge du fer) que des populations se sédentarisent à l'extrémité nord-est de la Montagnette sur le Mourre Pela. Culminant à soixante et onze mètres, le site est bordé au nord par une falaise abrupte qui jouait un rôle défensif évident, sa partie orientale est creusée par des ravines plus ou moins profondes et à l'ouest, des traces de murs sont probablement les vestiges d'une ligne de défense. On retrouve sur le plateau sommital mais aussi sur la pente orientale des cabanes avec des bases en pierre et élévations en torchis. Les îlots d'habitation, en terrasses, étaient bordés de rues caladées (rues pavées de pierres). On retrouve aussi des habitations en contrebas en arrière des murs d'enceinte que nous décrivons ci-après. Il s'agit d'une intégration du piémont à l'oppidum.

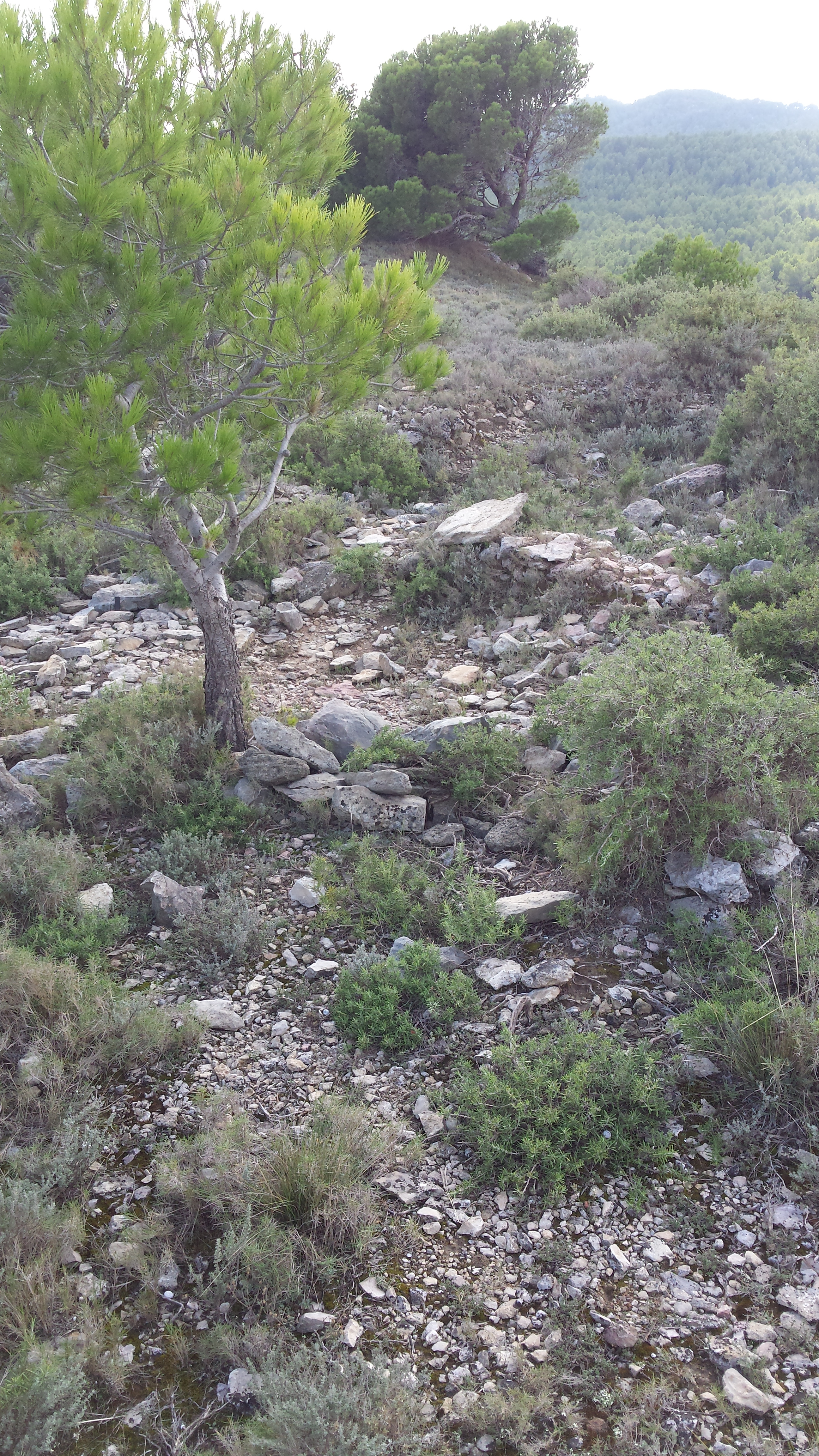
Fonds de cabanes de l'oppidum de la Roque

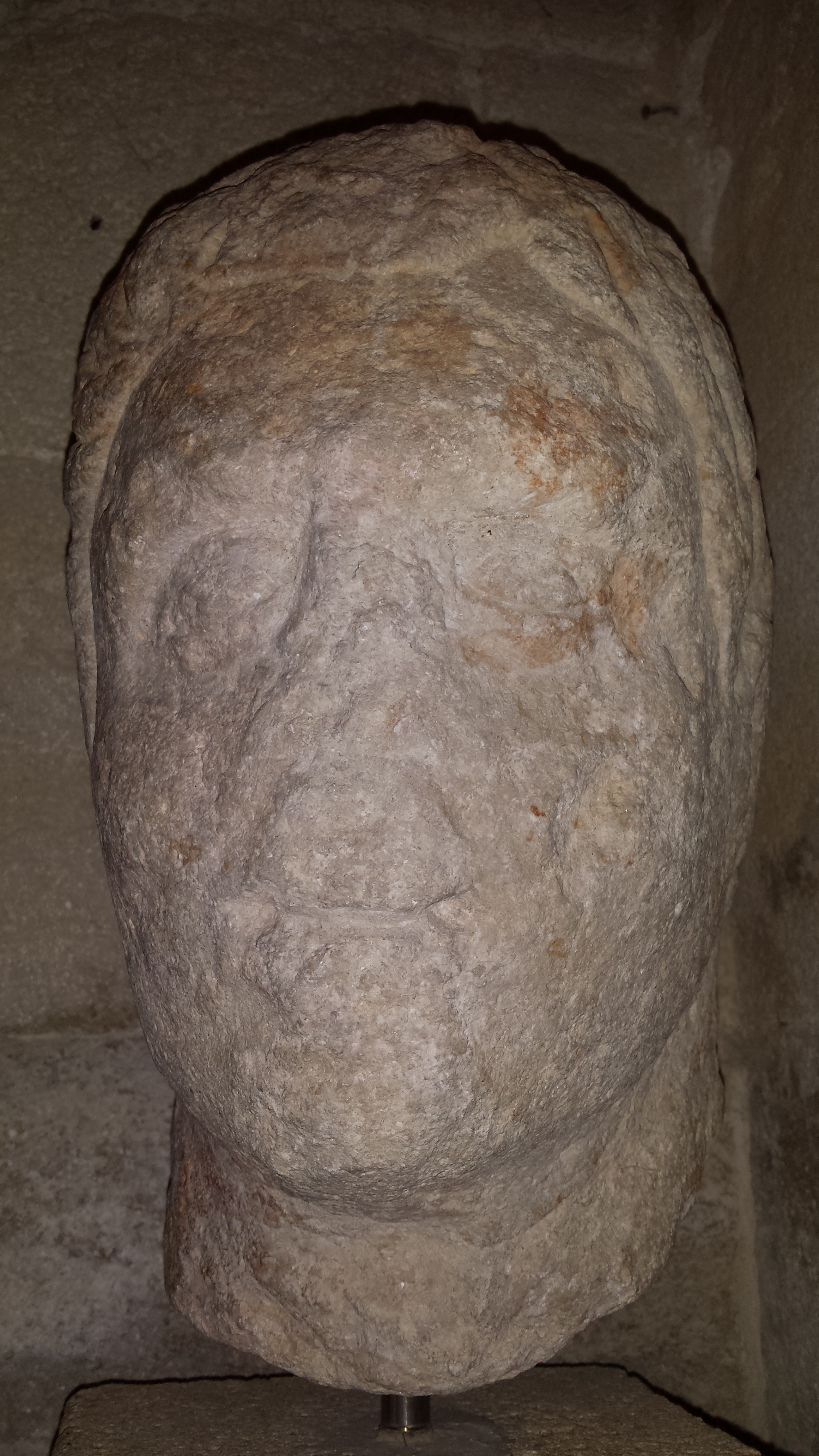
Tête de jeune homme, Musée lapidaire Avignon.

En effet, le site devient dans le dernier tiers du VIe siècle av. J.-C. un oppidum avec un système défensif constitué par une première enceinte protégeant l'accès à l'est. Cette enceinte a été "détruite pour la création d'une puissante ligne de défense" d'environ 4,5 m d'épaisseur au début du Ve siècle av. J.-C. (vers 500-475 au plus tard). Cette deuxième enceinte établie entre deux lames rocheuses libère un accès à l'oppidum de 3,20 m de largeur. Deux bastions, sortes de tours quadrangulaires, complètent le dispositif. D'après P. Arcelin, la "conception de cette enceinte fortifiée au contact avec la plaine est très novatrice en milieu indigène du premier âge du Fer". Le Mourre pela a donc été un oppidum, protégé par une enceinte, pendant un siècle environ, des années 570 aux années 470 av. J.-C. Le mobilier archéologique retrouvé est très varié :  meules, dolia, monnaie, fibules, céramiques, amphores d'origine massaliète et a permis de dater les vestiges des constructions. Il est possible qu'à l'arrière de cette deuxième enceinte et protégé par une portion conservée de la première enceinte il y ait eu un lieu cultuel "pour une divinité localement vénérée, protectrice des enceintes ou liée au milieu aquatique proche" (P. Arcelin). Trente fragments de stèles ont été exhumés dans cette partie basse du site et confortent l'existence de pratiques dévotionnelles.
On retrouve le mode de vie habituel des Gaulois du midi de la France. Les hommes cultivaient des céréales dans la plaine. L'orge vêtue, comme partout en Provence à cette époque, était la céréale dominante pour la fabrication de galettes, de bouillie et de bière. On a trouvé aussi des graines d'amidonnier, des graines oléagineuses (la cameline), des pépins de raisins et des bois de figuiers. Pendant toute cette période; les habitants de la Roque utilisaient de la monnaie massaliète soit des pièces de bronze avec figures de taureau chargeant ou de taureau passant. Ils ne vivaient pas en autarcie mais entretenaient des relations commerciales favorisées par la localisation de leur oppidum sur des voies de passage.
Dans la deuxième moitié du Ve siècle av. J.-C., l'oppidum a été abandonné, on n'y trouve plus aucune trace d'occupation humaine. La deuxième enceinte a été démantelée tout au long du deuxième âge du Fer (IVe – IIe siècle av. J.-C.).
Au milieu du IIe siècle av. J.-C. soit quelques décennies avant la conquête romaine, le site est réoccupé à la fois en bas de vallon et en terrasse. Les habitants construisent dès lors des cabanes aux pièces rectangulaires qui peuvent atteindre 40 m2 et creusent un puits à l'intérieur de la tour de l'ancien système de défense. Les habitants importent et utilisent des céramiques d'Italie et d'Espagne aux dépens de la céramique massaliète, ainsi que des dolia. C'est à ce deuxième âge du Fer qu'appartient la tête de ce jeune homme retrouvée au Mas Vieux et actuellement au musée lapidaire d'Avignon
En 121 av. notre ère, ce qui va devenir la Narbonnaise est conquise par les Romains et dès lors il en est terminé de la civilisation gauloise, place à la civilisation gallo-romaine. La Roque n'échappe pas à la règle. L'oppidum est abandonné rapidement et probablement dans la violence.

### Epoque gallo-romaine[23]
L'époque gallo-romaine a duré environ six siècles, du IIe siècle av. J.-C. au  VIe siècle. Les vestiges de cette époque, modestes mais retrouvés en grand nombre dans la plaine, montrent que le territoire de Graveson a été le lieu d'une occupation rurale relativement dense et continue en symbiose avec l'histoire de Rome.
Sous la République, soit de la conquête (121 av. J.-C.) à l'Empire (dernier tiers du Ier siècle av. J.-C.) les Romains n'ont pas procédé à la mise en valeur systématique des territoires confisqués aux vaincus. De cette époque cependant on retrouve des traces de leur présence : statuettes, monnaies républicaines, céramiques.
Avec l'empereur Auguste, vers les années 30 av. J.-C., s'opère un changement radical par le drainage des terres, la centuriation et la construction de la via Agrippa. Ce furent trois siècles de prospérité grâce à un système d'exploitation mis en place dans le but de nourrir les populations urbaines de l'empire et basé sur les "villae".

Premièrement, le drainage. Il n'est pas documenté cependant il est certain que la Durançole et ses affluents ont été aménagés ainsi que le fossé des Lônes qui draine le nord du territoire et les eaux de ruissellement de la Montagnette. Sur ce fossé, on peut observer encore à l'heure actuelle un pont de facture romaine sur le chemin des Aréniers. 

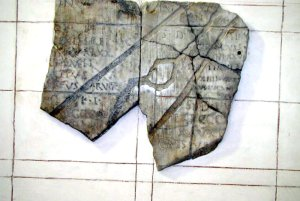
Fragment 7 du cadastre A

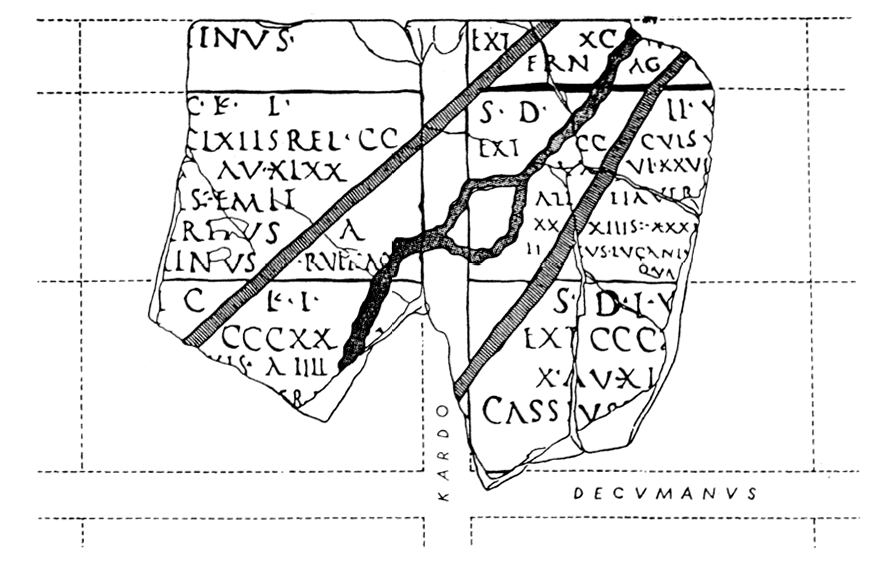
Interprétation du fragment 7 par André Piganiol

Deuxièmement  la centuriation. La première centuriation dans la région date des années 30 av. J.-C. et a découpé le territoire en lots d'environ 707 m sur 707 m. Ses lots furent distribués aux vétérans de la 6ème légion de la colonie romaine d'Arles créée pour eux par Jules César auxquels était proposée une reconversion vers l'agriculture. Elle marque la véritable prise de possession du territoire mais on n'en a pas trace. Une deuxième centuriation, bien documentée, fut réalisée en 77 apr. J.-C. et ordonnée par l'empereur Vespasien. Si la première avait eu pour but l'assignation des terres publiques aux vétérans, la deuxième était un contrôle fiscal des terres pour remettre de l'ordre dans l'appropriation de ces terres publiques et ainsi recouvrer des impôts. Des éléments de cette centuriation ont été retrouvés dans une cave d'Orange sous forme de fragments de marbre dont on a reconnu trois tables, tables A, B et C du cadastre de la colonie romaine d'Orange. La localisation des tables B et C ne pose aucun problème tandis que les archéologues débattent encore pour savoir à quel territoire on doit attribuer la table A. Certains d'entre eux croient reconnaître sur le fragment 7 de cette table A un secteur du territoire de Graveson. D'autres pensent que le territoire de Graveson a été cadastré dans la colonie de Nîmes. Quoi qu'il en soit, que le territoire de Graveson ait appartenu à la colonie d'Orange ou à celle de Nîmes, la carte topographique actuelle montrant l'existence de parcellaires "orthogonés" comme des centuries nous permet de déduire sans risque d'erreur que la plaine a été centuriée.

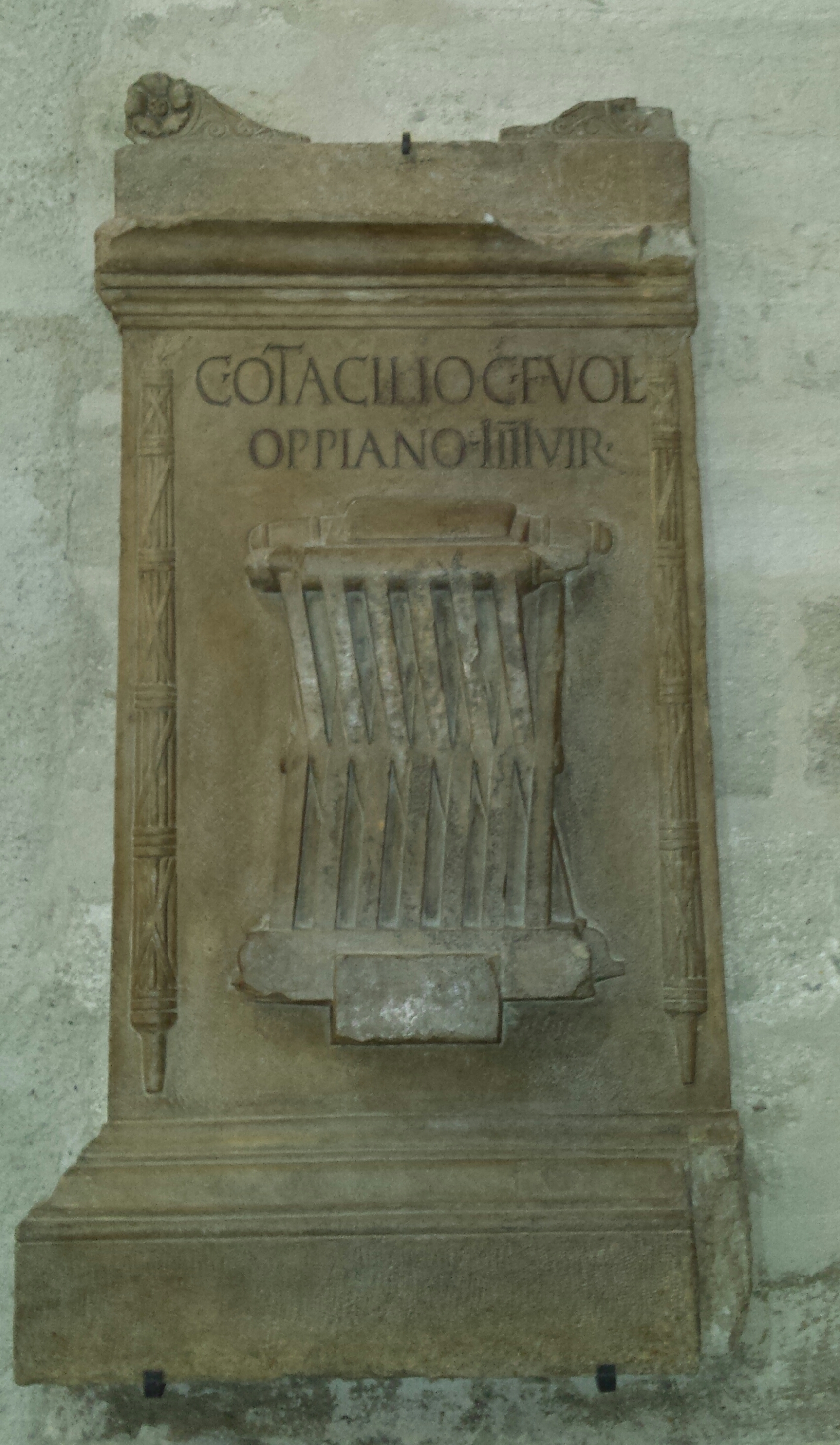
Cippe ou stèle funéraire d'un quattuorvir de l'époque julio-claudienne découvert dans le secteur de la cave Magali à la fin du XVIIIe siècle. Sur la face principale du cippe un siège pliant et des faisceaux de licteurs

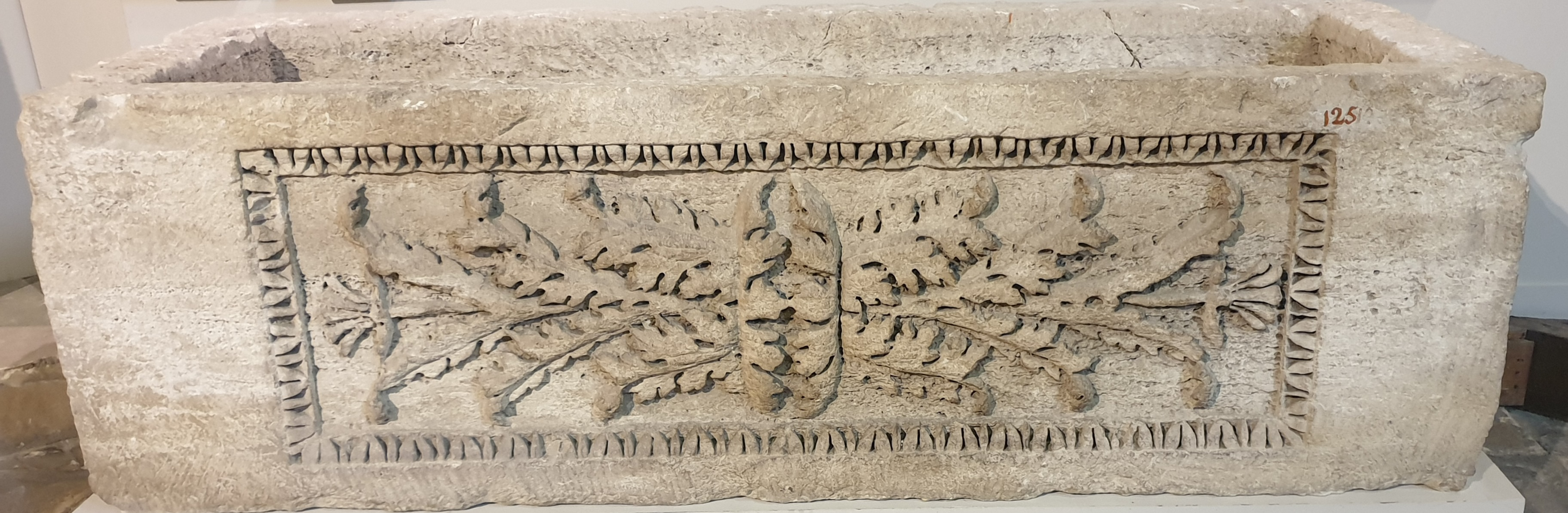
Cuve de sarcophage à décor végétal, époque impériale ? IIe siècle. Découverte sous l'église de Graveson.

Les colons ont été les acteurs de la mise en valeur agricole des terres conquises. La plaine de Graveson a contribué ainsi dans les deux premiers siècles  du Haut Empire au moins  à l'approvisionnement des populations urbaines de l'empire. Les colons ont construit, sur les lots qui leur étaient assignés, des bâtiments uniquement agricoles ou mixtes (agricoles et résidentiels)  les villae. Quelle main-d'oeuvre ont-ils employée? Des esclaves ou une population libre? Les grands mas actuels, construits et reconstruits mais qui reprennent le parcellaire du cadastre antique descendent certainement de villae romaines de taille et de luxe modestes tels le mas Vieux, le mas Neuf, le mas de Martin, le mas d'Alby, le mas des Thorades, le mas de la Chapelle, le mas de Fabre, le mas de Belaud, le mas de Pons...On a retrouvé des vestiges de bâtiments (moellons, tuiles, mortiers, enduits peints, colonnes), des traces d'occupation domestique (vaisselle fine, lampes à huile, du petit mobilier en bronze, des monnaies) et des éléments de stockage agricole (amphores, doliae) souvent à proximité des bâtiments actuels. Mais aucune villa n'a été décelée par photos aériennes. Dans certains secteurs la moindre fouille ou le hasard permettent de découvrir des vestiges romains difficiles à dater et difficiles à rattacher à une structure précise. Deux vestiges importants ont été retrouvés et datés : un sarcophage  sur le site de l'église actuelle daté du Haut-Empire et un cippe derrière la cave Magali daté de l'époque julio-claudienne, tous deux  exposés au Musée Lapidaire d'Avignon.

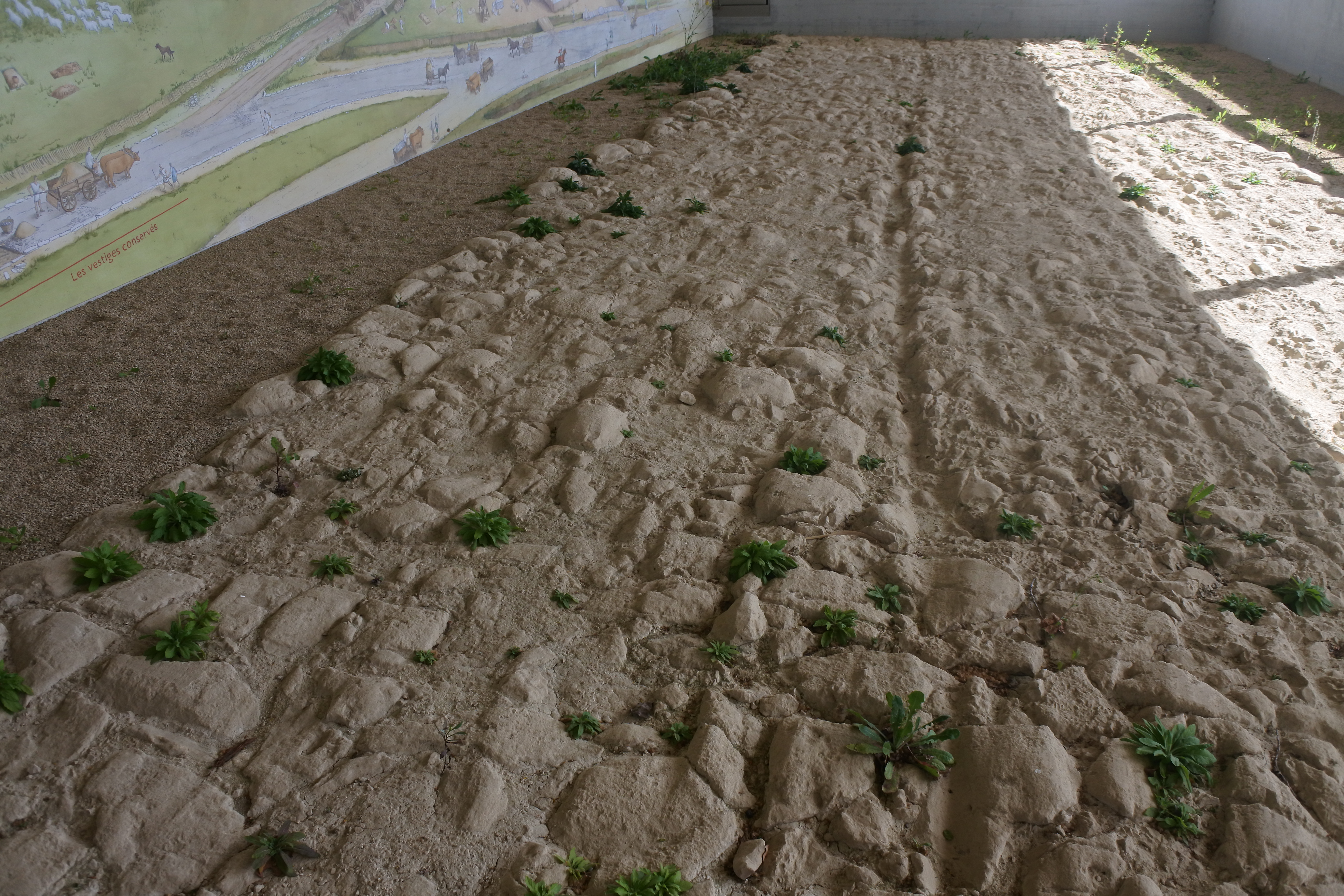
Section de la via Agrippa au Grand Contras conservée pour exposition par L'INRAP

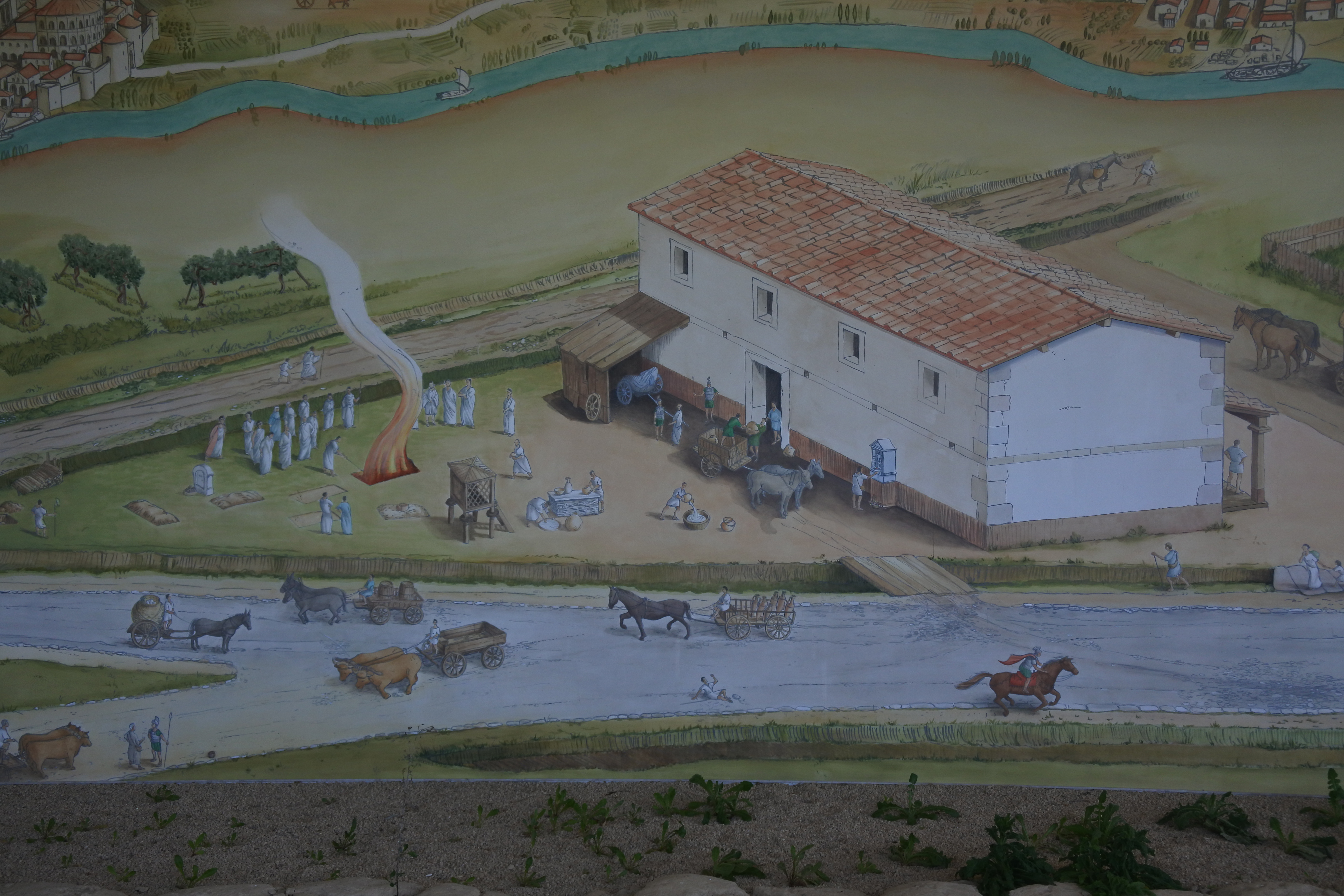
Restitution d'un probable poste de garde sur la via Agrippa au Grand Contras

A la fin du Ier siècle av. J.-C., l'empereur Auguste ordonna la construction d'une voie reliant Arles à Lyon, c'est la via Agrippa du nom du général qui dirigeait les opérations. On voit à l'heure actuelle la voie du IVe siècle en quatre points du territoire,: au mas d'Alby, au Grand Contras, à Cadillan et au Sagnon. Au Grand Contras, elle a été dégagée à l'occasion de travaux d'EDF par l'INRAP, mais elle était bien visible sur les photos aériennes. A cet endroit, une voie secondaire se détache de la via Agrippa ou la rejoint. D'intéressants vestiges ont été retrouvés en particulier une zone funéraire et les fondations d'un bâtiment qui d'après les archéologues serait un poste de garde. A Cadillan, carrefour routier entre la via Agrippa et le compendium (voie secondaire) Tarascon-Noves, des fragments de piedroit attestent de la présence d'un grand bâtiment et enfin au Sagnon, la voie est bordée de nécropoles.
On peut reconstituer ainsi le paysage. Des exploitations dispersées, des voies bordées de sépultures ou de zones funéraires le long desquelles les voyageurs trouvent des vicus et à l'emplacement du village actuel: un camp militaire qui devint au fil du temps un lieu de culte.
À partir du milieu du IIIe siècle, la région subit le contrecoup des premières invasions. On ne retrouve plus de vestiges datés de cette époque et notamment  plus de monnaies. Après ce déclin, on assiste à un renouveau particulièrement sous le règne de Constantin (307-336) concrétisé par des découvertes archéologiques  telles des monnaies à l'effigie des Constantiniens et des Valentiniens, et des vestiges de constructions. En même temps apparaissent les premiers signes de la christianisation avec des sépultures à inhumation le long de la via Agrippa et la découverte d'un autel sous l'église actuelle ainsi qu'à Bagalance, au nord de la Roque.
La fin de la période gallo-romaine n'est pas brutale. Insensiblement, économie, société et culture se transforment, c'est l'Antiquité tardive (fin IVe - début VIe), qui pour Arles et Avignon est à la fois une période de guerres et de sièges et paradoxalement de prospérité; Wisigoths, Burgondes, Ostrogoths et Francs luttent pour dominer le territoire. C'est finalement en 536 que la Provence tombe aux mains des Francs, date que l'on retient habituellement pour le basculement dans le haut Moyen Âge. Ces opérations militaires successives du Ve et début VIe siècle n'ont pas pu être sans conséquences négatives sur le territoire rural entre Avignon et Arles. D'ailleurs, on ne retrouve plus aucun vestige autour des anciennes villae;  les conquérants se sont-ils appropriés les terres et les bâtiments d'exploitation et d'habitation? Ont-ils été abandonnés ou simplement sous-exploités par eux ou par les anciens propriétaires? Aucun habitat nouveau ou artefact de cette époque ne nous est parvenu, seules des tombes datées de cette époque, ce qui  démontre que des gens habitaient dans les environs et que les routes étaient encore empruntées. On a aussi la preuve que la via Agrippa plus ou moins modifiée dans son tracé était encore utilisée.

### Epoque médiévale[30]
Le territoire de Graveson pendant le Haut Moyen Âge (milieu VIe-fin Xe siècle)
Le Haut Moyen Âge, mérovingien puis carolingien, a livré en Provence très peu de documents écrits et très peu de témoignages archéologiques, le siècle le plus obscur ayant été le VIIe siècle qui comme partout disparaît dans l'histoire. A la fin du VIe siècle, la région continue à subir des invasions et des dévastations auxquelles s'ajoutent des épidémies en particulier des épidémies de peste (591 et 599 à Avignon). S'ensuivent une crise démographique et une crise agricole. Au début du VIIIe siècle, les Musulmans s'aventurent dans le sillon rhodanien provoquant une réaction de Charles Martel qui les chasse en 736.
Dans ce contexte général qu'en est-il du territoire du futur Graveson? 
Les habitants, s'ils n'ont pas fui vers les villes, ont réoccupé un territoire redevenu marécageux : aucun signe d'une réoccupation de l'ancien oppidum mais des vestiges de la via Agrippa, de tombes et d'un habitat regroupé.  
Le territoire de Graveson reste une zone de passage. A Cadillan une fouille a montré que la via Agrippa était surélevée par rapport au niveau antique pour faire barrage au cours du fossé des Lônes, puis plus au nord elle est abandonnée au profit d’une voie proche de la Montagnette qui serait le chemin Saunier actuel. On la retrouve encore au Sagnon, très dégradée.
Des fouilles le long de la via Agrippa ont révélé de nombreuses tombes. Dans le quartier de Cadillan exhumation de  quelques tombes datées de l’Antiquité tardive et/ou du haut Moyen Âge notamment au mas de Pons où l'on a exhumé une tombe datée du VIe – VIIe siècle dont la tête est dirigée vers l’ouest, habitude des chrétiens . A la Roque , 26 tombes à inhumation forment une modeste nécropole placée ici après l’abandon du site gallo-romain. D’après les éléments apportés par les fouilles et la typologie des tombes, cette nécropole serait restée en usage jusqu’à la fin de la période mérovingienne soit jusqu’au milieu du VIIIe siècle. Elle a pu être en relation avec l’existence d’une chapelle paléo-chrétienne sur l’emplacement de la chapelle Saint André de Bagalance actuellement à la limite entre Graveson et Barbentane, plutôt qu'avec la via Agrippa. Cette chapelle a servi d'église-Mère avant la création des villages voisins. Enfin au nord de la ZAC du Sagnon , le long de la via Agrippa, deux sites funéraires mêlent des tombes du Bas-Empire et du haut Moyen Âge. Grâce à la datation par le 14C et le type des tombes les archéologues ont daté du haut Moyen Âge 13 tombes à inhumation dans un premier secteur et 44 dans un deuxième secteur toutes orientées est-ouest, la tête à l’ouest.
Pendant cette période du haut moyen âge il a semblé exister dans cette zone nord du territoire un habitat paysan, temporaire dans un premier temps puis permanent. L’habitat le plus ancien, daté du VIIe siècle, correspond à une occupation d’exploitation saisonnière de cette zone marécageuse suivie par une phase d’abandon qui peut correspondre aux incursions musulmanes et aux campagnes menées par Charles Martel pour les chasser. A partir de la fin du VIIIe-IXe/Xe s., un habitat regroupé se cristallise sur l’emprise avec des unités domestiques et des espaces dédiés à des activités d’artisanat . Le site, à son abandon définitif, vers les IXe/Xe s, a été l’objet d’une phase de récupération massive des matériaux, il ne reste que quelques assises de fondation (photos).    

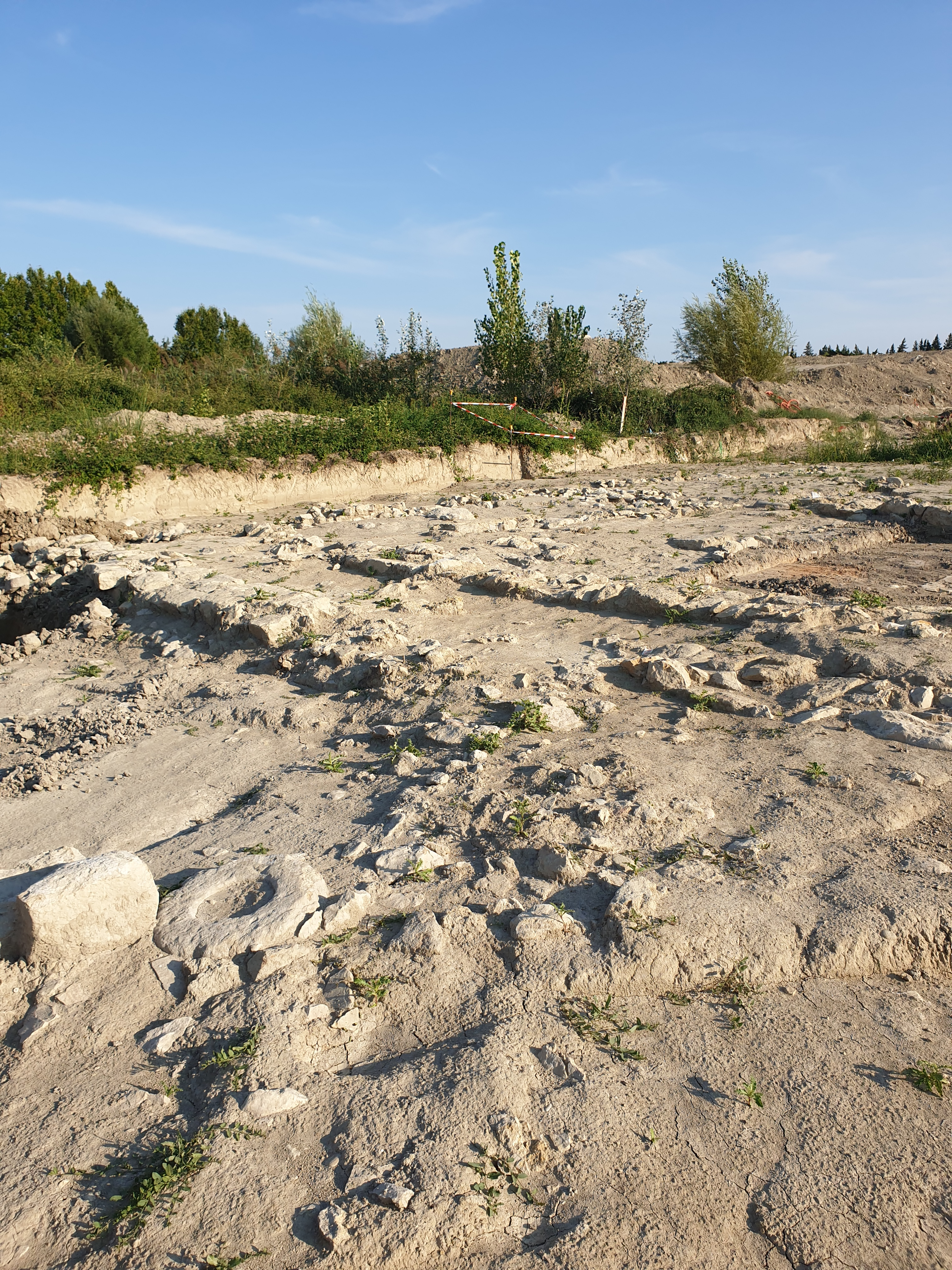
Fouilles dans le secteur du Sagnon

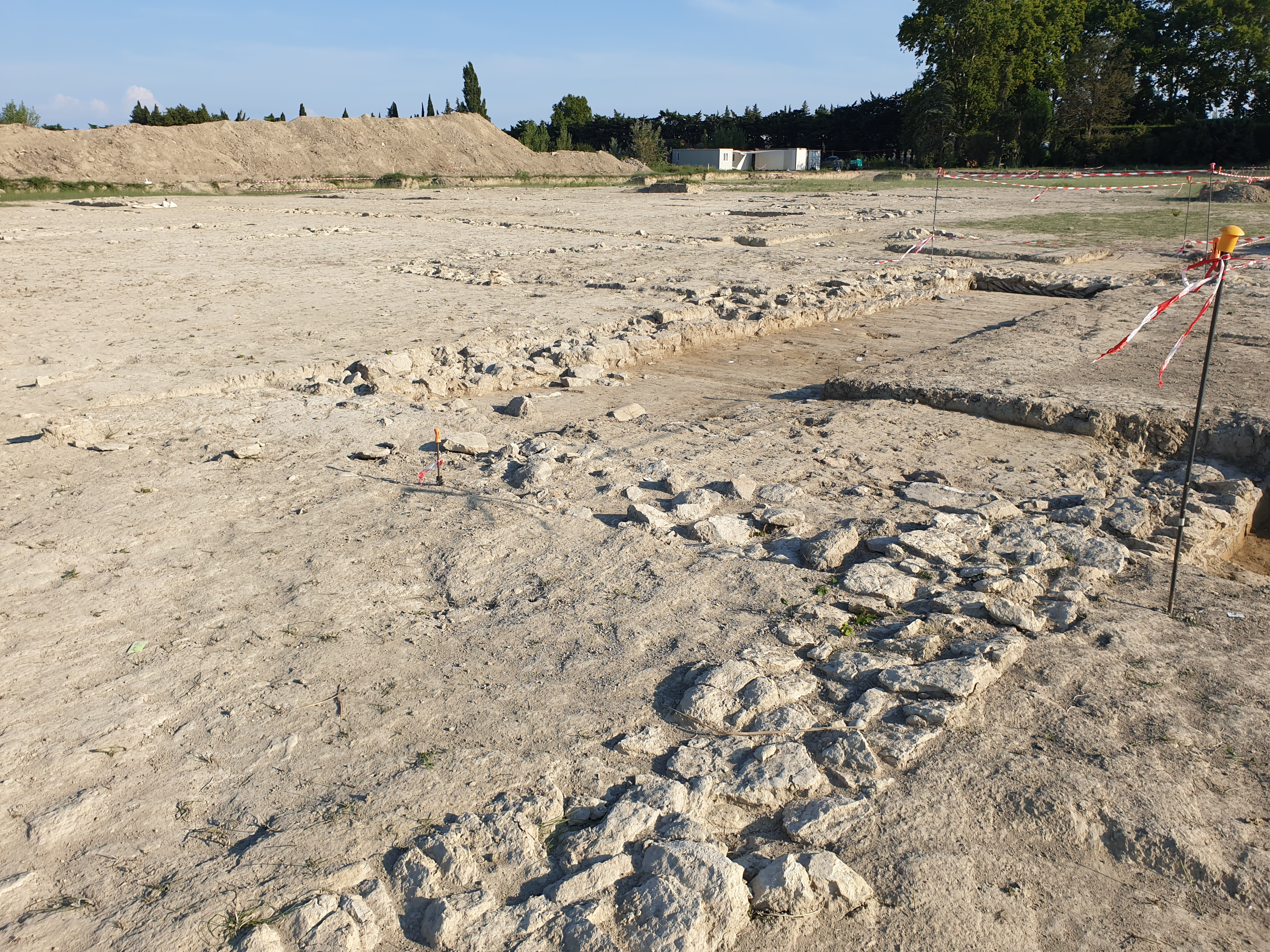
Fouilles du Sagnon

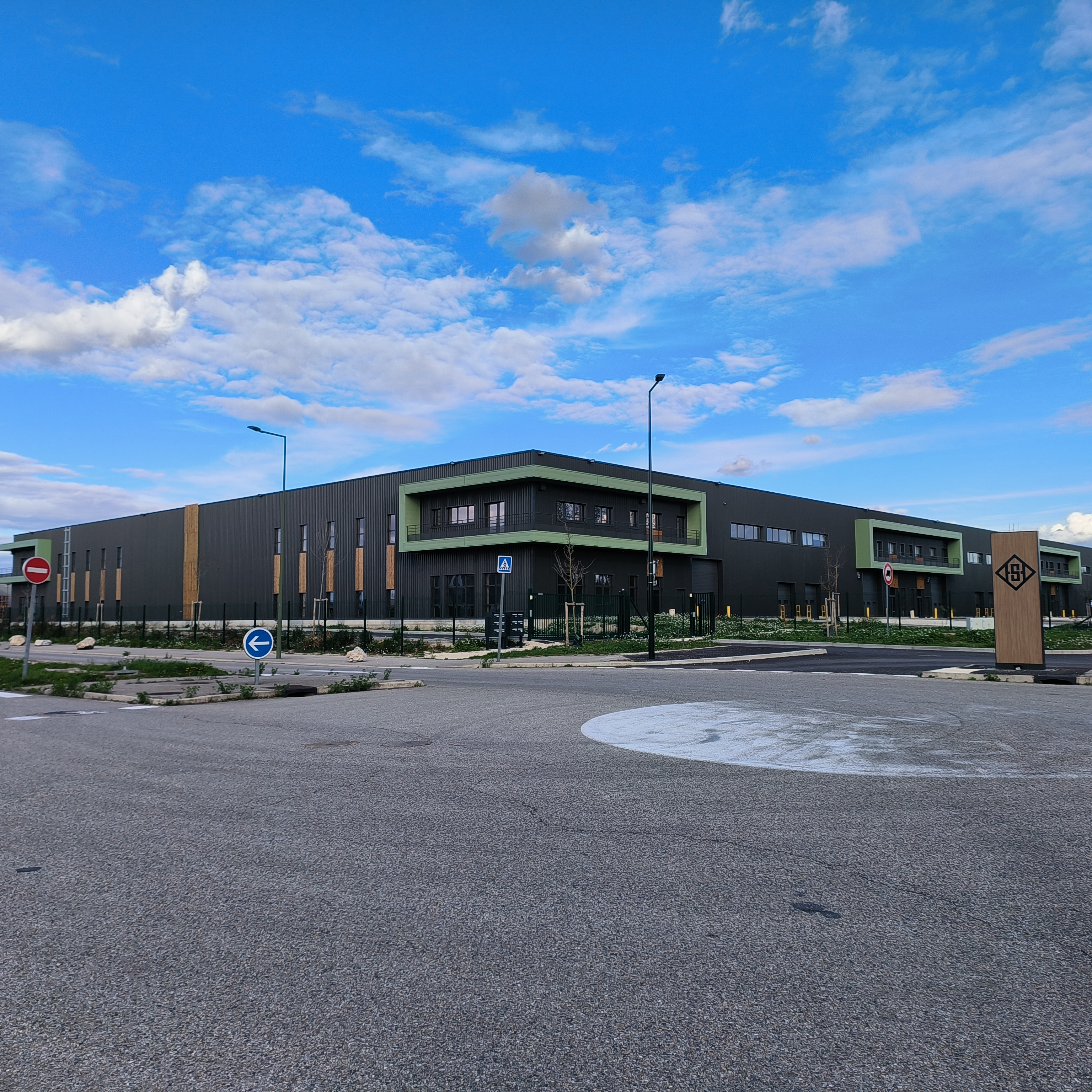
Bâtiment qui recouvre les fouilles du Sagnon

### Graveson au Moyen Âge classique(en cours de modification)
Période féodale
Les premiers siècles du village 
Autour des années 820-830, Graveson apparaît dans des documents carolingiens sous la forme "Villa Gravessonis"  donc un domaine agricole. En tant que village, Graveson ( Gravisionis, Gravesionis) apparaît dans les textes à la fin du Xe siècle. 
En 982, on retrouve l'acte de donation d'une vigne  au monastère de Montmajour (fondé en 948). « Moi, Adalbert de Graveson, je donne et concède à Dieu et à Saint Pierre de Montmajour ma vigne située sur le territoire de Graveson, pour le salut de mon âme et de celles de mes parents »

Au Xe siècle, les comtes d'Arles et d'Avignon ont imposé en Provence la mutation féodale en décidant d’organiser le territoire et les communautés villageoises autour de leur puissance militaire. Graveson comme les villages avoisinants date de cette époque. Au XIe siècle, Graveson est un modeste castrum féodal. Au siècle suivant est construite une chapelle romane par les Bénédictins de Montmajour ou par les Templiers. En même temps, le village s'entoure de remparts dont il ne reste aucun vestige et se retrouve dans les textes sous l'appellation " le fort ".  Un plan de ce vieux village intra muros a été fourni par le CREDD'O. (photo).

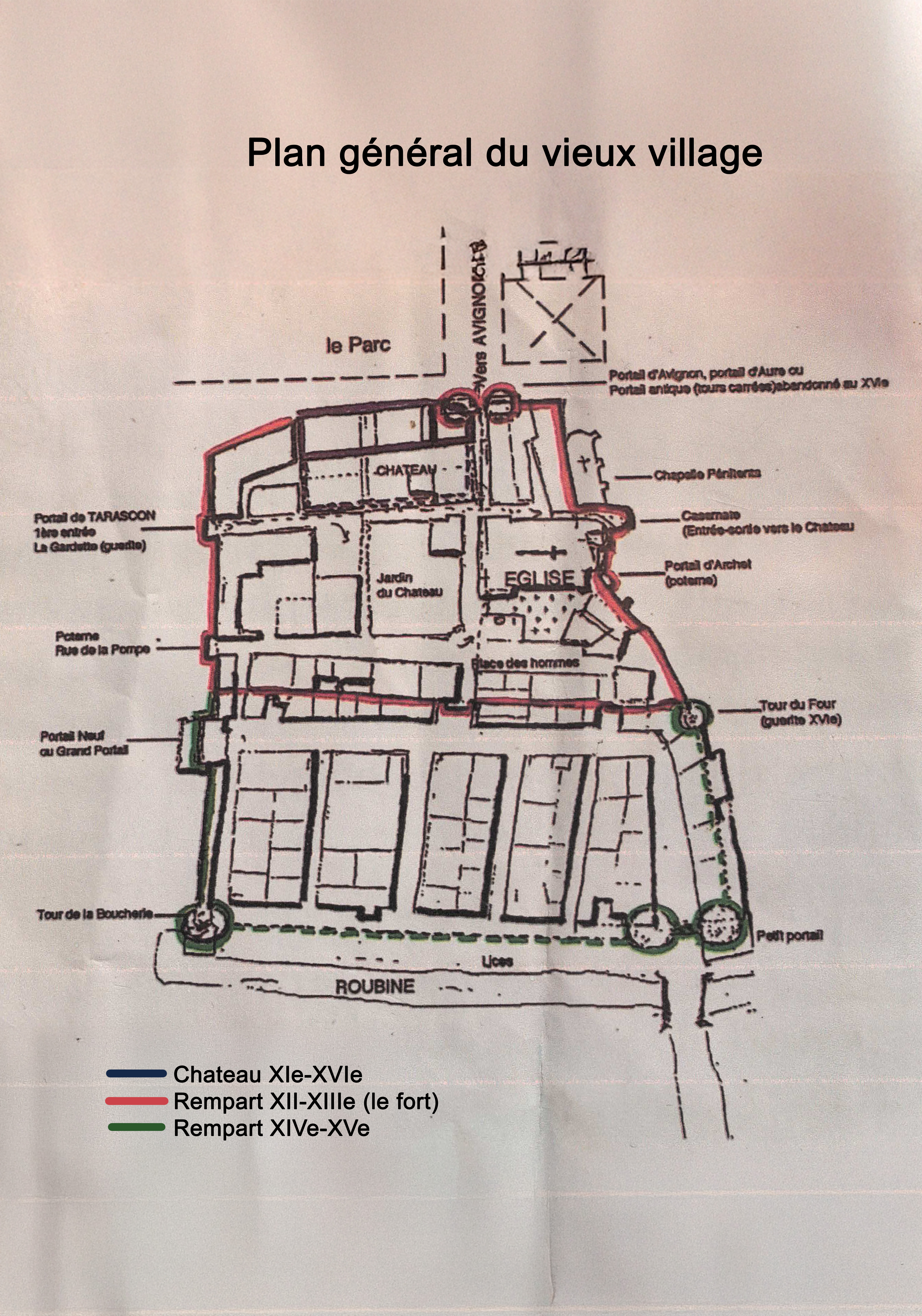
Plan du vieux village

Au XIVe le village devient une forteresse. Le mur d'une épaisseur d'1,80 mètre et d’une hauteur de 8 mètres est doublé d'un chemin de ronde et entouré par des douves. Des tours sont alors construites tandis que des portes (grandes arches dans la muraille) et des poternes y sont aménagées. Graveson est devenue une ville du Moyen Âge, bâtie pour la guerre.
Il ne reste aujourd'hui que la façade nord du château, située au centre du village, et le grand portail, qui abrite l'Office de Tourisme. Guerres politiques et religieuses ont ruiné le pays mais l'ont enrichi dans un même temps.

### Protection de Montmajour
Depuis le Moyen Âge, la religion a toujours touché, de près ou de loin, Graveson. Au XIIe siècle, la ville est sous la coupe des archevêques d'Arles et d'Avignon. Plus tard le comte de Provence va céder ses droits à l'abbaye de Montmajour, fondée au cœur du pays d'Arles en 948 par des moines bénédictins.
Une grande église fut construite avant le XIe siècle et a été plusieurs fois remaniée et agrandie depuis. Aujourd'hui, c'est une des plus grandes de la région[réf. nécessaire], et peu d'églises peuvent rivaliser avec ses œuvres artistiques[réf. nécessaire].
Le village ne changera pas beaucoup avant le XVIIIe siècle. Seuls deux quartiers, à l'est et à l'ouest, vont voir le jour, jusqu'à ce que les lois révolutionnaires donnent à la bourgeoisie ce qui appartenait jadis aux nobles et à l'Église.

### Moyen Âge
Jacques Gantelmi, viguier de Forcalquier (1320), Baile de Brignoles (1339) fut seigneur de Graveson et d'Albaron (1349) et Maillane (1349). Il fut le premier enfant et héritier du vice-sénéchal Guillaume Gantelmi et de Giraude de Sabran. Il faisait partie d'une vieille famille de chevaliers tarasconnais descendant des anciens châtelains. Chambellan du roi Louis et de la reine Jeanne, il était l'époux de Delphine d'Alais. Il fit son testament, le 18 juillet 1359, à Tarascon dans la maison de feu seigneur Bérenger Gantelmi en présence de sa femme. Ses fils Jacques et Bérenger sont ses héritiers avec substitution pour sa fille Béatrice. Pourtant, son fils Raymond Gantelmi (mort en 1348), damoiseau puis chevalier, devint seigneur de Graveson et châtelain d'Albaron. Il reçut de Charles II confirmation de la jouissance, en tant que châtelain, des châteaux d'Albaron et de Chénerilles donnés à son père.
La mort de la reine Jeanne Ire ouvre une crise de succession à la tête du comté de Provence, les villes de l’Union d'Aix (1382-1387) soutenant Charles de Duras contre Louis Ier d'Anjou. Le seigneur de Graveson, Bérenger Gantelme, soutient le duc d’Anjou dès avril 1382, ce soutien étant conditionné à la participation du duc à l’expédition de secours à la reine. La communauté villageoise soutient Charles de Duras, et même au-delà de 1386.

### Époque glorieuse
À partir du XVIIIe siècle le village reprend des couleurs. Il va se développer au rythme des multiples activités qui s'y déploient.
Le village profite de la révolution industrielle. Expression territoriale et démographique se jumellent, notamment grâce à l'agriculture et à l'irrigation. C'est l'époque où naissent les grands jardins et les plantations fruitières. Le Graveson d'aujourd'hui est né dans cette période. Au niveau architectural, peu de choses ont changé. La mairie, le cours, le relais des postes (devenu hôtel de charme) datent de cette période.
Pour autant, le village n'aura pas échappé aux multiples crises de l'époque. L'agriculture traditionnelle fait place aux chemins de fer, au réseau routier et au commerce. Mais le village reste attaché à sa ruralité. Il préserve ses traditions et en instaure de nouvelles, comme la fête des peintres et des arts.

## Politique et administration

### Liste des maires
| Période                                  | Période   | Identité       | Étiquette | Qualité      |
| ---------------------------------------- | --------- | -------------- | --------- | ------------ |
| 1945                                     | 1947      | Albert Pierron |           |              |
| 1947                                     | 1970      | Charles Berlhe |           |              |
| 1970                                     | juin 1995 | Raoul Bonjean  |           |              |
| juin 1995                                | En cours  | Michel Pécout  | DVD       | Propriétaire |
| Les données manquantes sont à compléter. |           |                |           |              |

### Jumelages
Graveson est jumelée avec  Thônex (Suisse) depuis 1972.

## Population et société

### Démographie
Ses habitants sont appelés les Gravesonnais.
L'évolution du nombre d'habitants est connue à travers les recensements de la population effectués dans la commune depuis 1793. Pour les communes de moins de 10 000 habitants, une enquête de recensement portant sur toute la population est réalisée tous les cinq ans, les populations de référence des années intermédiaires étant quant à elles estimées par interpolation ou extrapolation. Pour la commune, le premier recensement exhaustif entrant dans le cadre du nouveau dispositif a été réalisé en 2005.

En 2022, la commune comptait 4 743 habitants, en évolution de −2,69 % par rapport à 2016 (Bouches-du-Rhône : +2,48 %, France hors Mayotte : +2,11 %).
| 1793  | 1800  | 1806  | 1821  | 1831  | 1836  | 1841  | 1846  | 1851  |
| ----- | ----- | ----- | ----- | ----- | ----- | ----- | ----- | ----- |
| 1 600 | 1 520 | 1 549 | 1 454 | 1 528 | 1 478 | 1 447 | 1 570 | 1 709 |

| 1856  | 1861  | 1866  | 1872  | 1876  | 1881  | 1886  | 1891  | 1896  |
| ----- | ----- | ----- | ----- | ----- | ----- | ----- | ----- | ----- |
| 1 675 | 1 724 | 1 700 | 1 659 | 1 600 | 1 570 | 1 622 | 1 615 | 1 616 |

| 1901  | 1906  | 1911  | 1921  | 1926  | 1931  | 1936  | 1946  | 1954  |
| ----- | ----- | ----- | ----- | ----- | ----- | ----- | ----- | ----- |
| 1 684 | 1 754 | 1 758 | 1 665 | 1 814 | 1 805 | 1 888 | 1 935 | 1 912 |

| 1962  | 1968  | 1975  | 1982  | 1990  | 1999  | 2005  | 2006  | 2010  |
| ----- | ----- | ----- | ----- | ----- | ----- | ----- | ----- | ----- |
| 2 035 | 2 024 | 2 134 | 2 276 | 2 752 | 3 185 | 3 570 | 3 736 | 3 914 |

| 2015  | 2020  | 2022  | - | - | - | - | - | - |
| ----- | ----- | ----- | - | - | - | - | - | - |
| 4 838 | 4 854 | 4 743 | - | - | - | - | - | - |

### Manifestations culturelles et festivités

#### Corso
Le corso de Graveson est une fête populaire, un carnaval auquel participent activement les Gravesonnais. Une ambiance chaleureuse et festive domine alors deux week-end de février.
Le corso attire, depuis plusieurs années, près de 3 000 visiteurs. Les rues du village voient affluer un grand nombre de touristes et visiteurs, locaux ou régionaux.

#### Fêtes anciennes
La Saint-Éloi, la Saint-Roch et la Saint-Jean sont de très anciennes fêtes – on en trouve des traces dès le XVIIe siècle à Maillane et Châteaurenard. Elles ont gardé tous leurs rituels et sont plus qu’une fête folklorique ; elles sont une tradition vivante transmise par les aïeux.
Saint Éloi est fêté le dernier week-end de juillet et, pour l'occasion, la Charrette parade dans les rues du village le samedi et le dimanche.
C'est l'occasion de défilés de cavaliers, en costumes traditionnels de Provence. Une manière d'honorer les origines et la langue du pays.
Ces fêtes se déroulent de mi-juin à début septembre dans différents villages de la Provence mistralienne dont Graveson.

### Films tournés à Graveson
- Le village a servi de lieu de tournage du film des Charlots, Les Fous du stade, sorti en 1972, avec de nombreux figurants locaux.

### Personnalités liées à la commune
- Auguste Chabaud
- Carla Georges première gagnante de the voice kids france

### Héraldique
| Armes de Graveson | Les armes peuvent se blasonner ainsi : De gueules, à une croix de Lorraine ou à double traverse d'argent, accompagnée en pointe de trois besans d'or, posés 2 et 1. |

## Culture locale et patrimoine
- Le musée Auguste-Chabaud[54] est consacré au peintre et sculpteur gravesonnais (1882-1955) qui, installé dans sa demeure familiale au Mas de Martin, au pied de la Montagnette, a fait de celle-ci son principal sujet d'inspiration. D'abord postimpressionniste (Maison au bord d'un canal, 1902) puis apparenté au fauvisme par la force d'expression de ses tableaux aux couleurs violentes cernées de contours noirs, il peut être situé dans un courant proche de l'expressionnisme. Ses œuvres sont Les vieilles Provençales, tableau de 1909, La Roubine (1912).
- Le Musée des Arômes et du Parfum
- La Médiathèque pour tous,
- Église de la Nativité-de-Marie, du XIe siècle. Le chœur a été inscrit au titre des monuments historiques en 1926[55].
- Au début de sa nouvelle L’élixir du Révérend Père Gaucher, dans ses Lettres de mon moulin, Alphonse Daudet cite le curé de Graveson comme étant celui qui lui a raconté cette histoire.

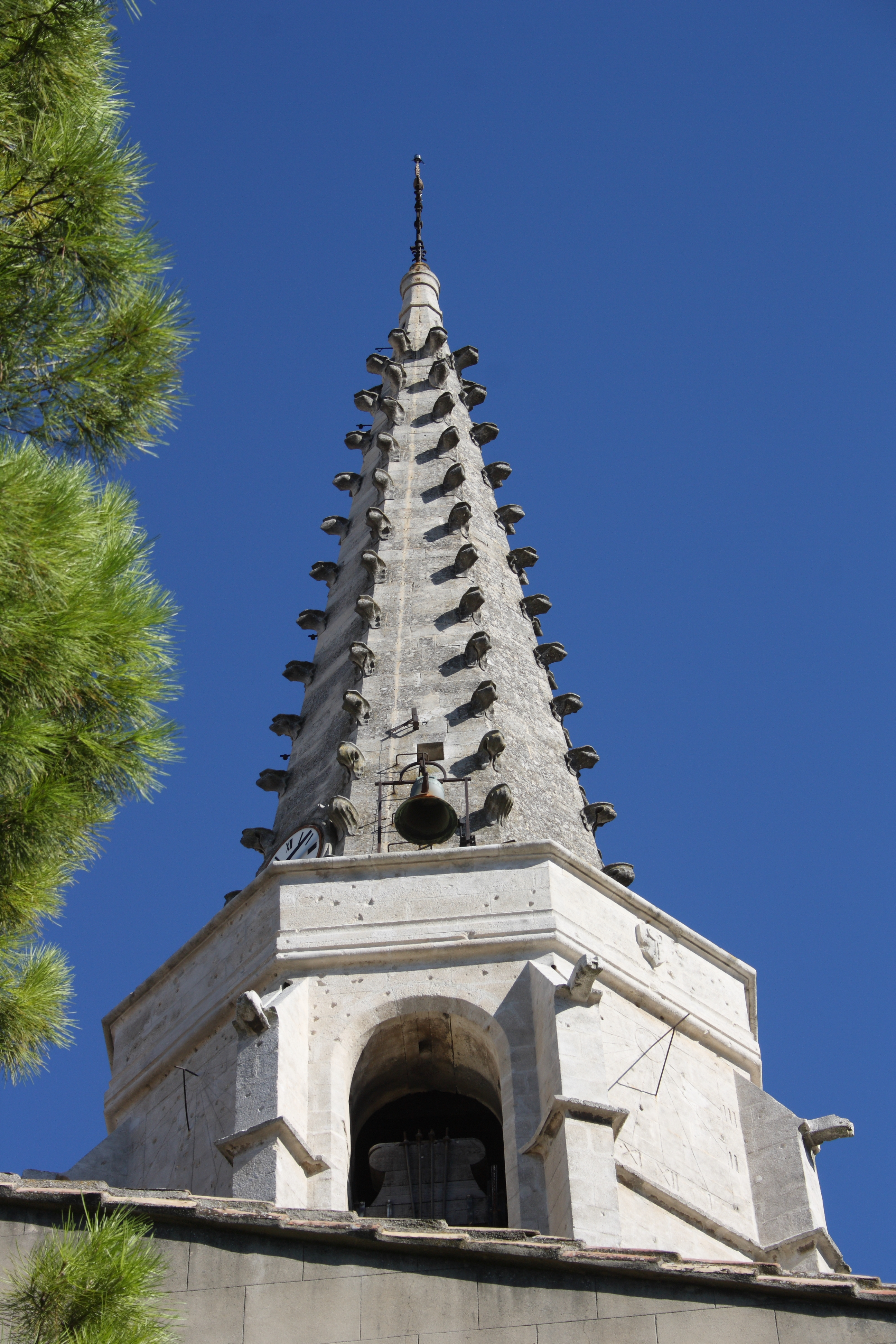
Flèche de l'église de Graveson.
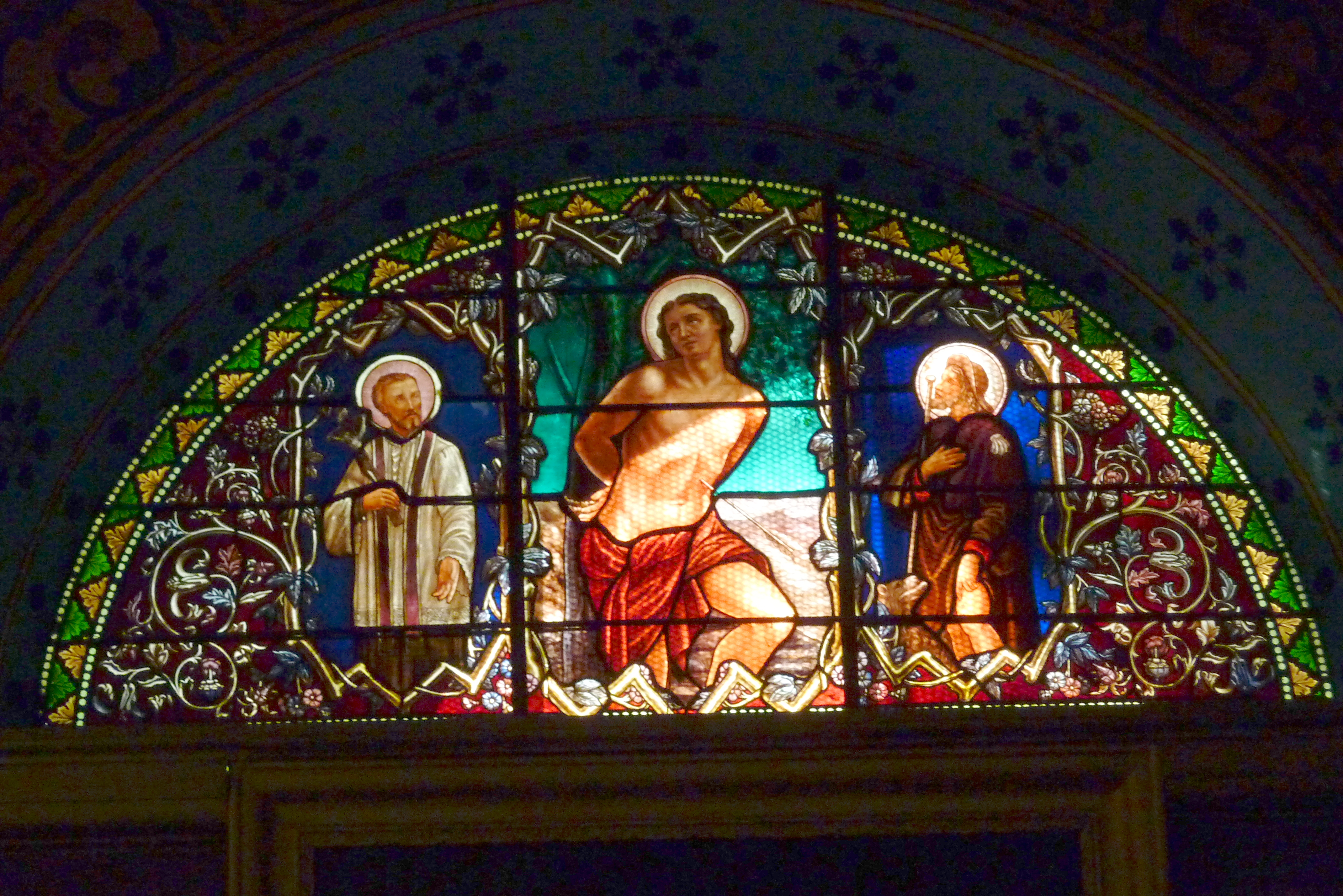
Graveson, vitrail.
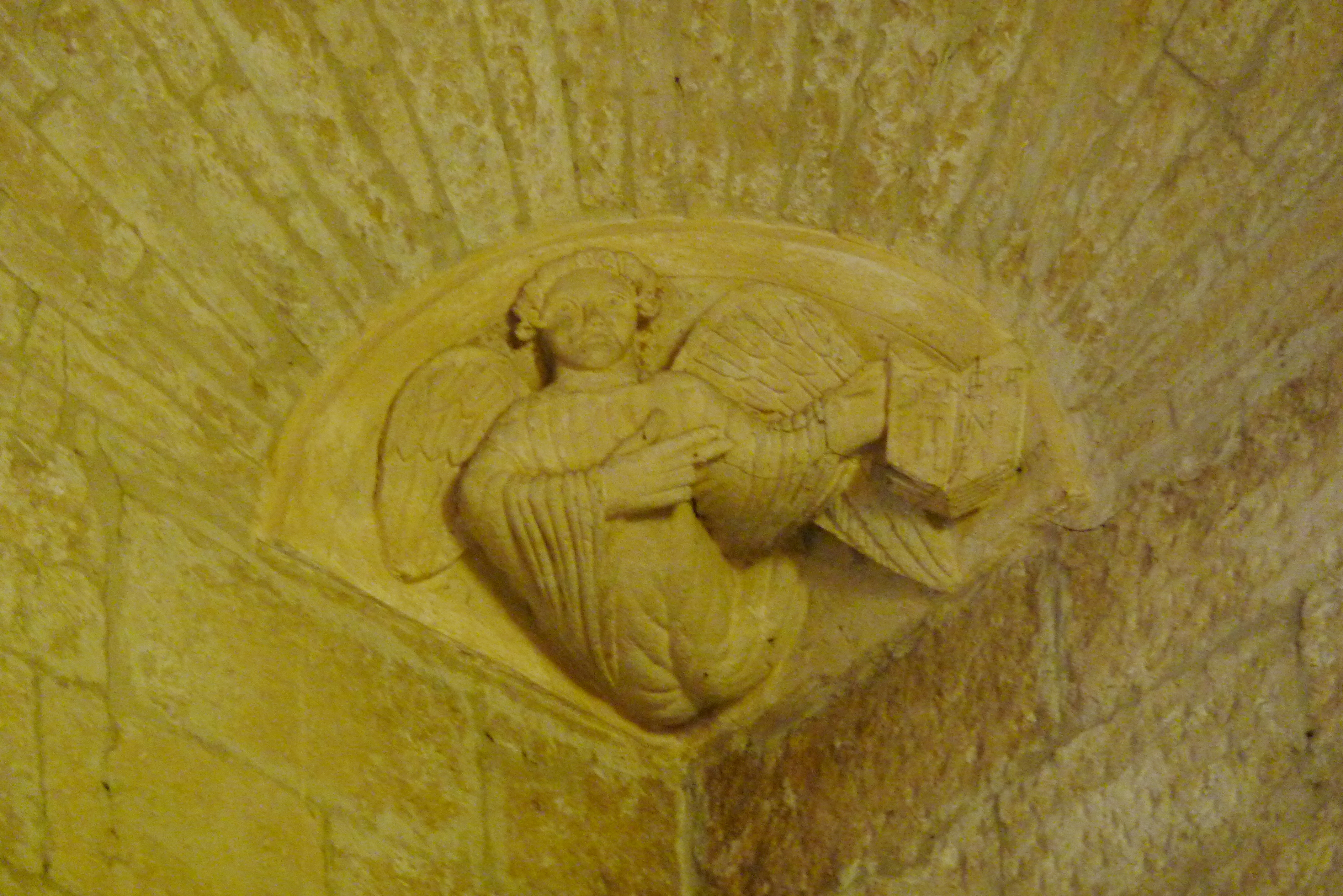
Détail de sculpture.